# Serie A1 w piłce siatkowej kobiet (2020/2021)
Serie A1 2020/2021 – 76. sezon walki o mistrzostwo Włoch organizowany przez Lega Pallavolo Serie A pod egidą Włoskiego Związku Piłki Siatkowej (wł. Federazione Italiana Pallavolo, FIPAV). 

## Polki w Serie A
| Imię i nazwisko       | Klub                      |
| --------------------- | ------------------------- |
| Joanna Wołosz         | Imoco Volley Conegliano   |
| Malwina Smarzek-Godek | Igor Gorgonzola Novara    |
| Magdalena Stysiak     | Savino Del Bene Scandicci |

## Drużyny uczestniczące
| \| \| Uczestnicy poprzedniej edycji \| \| \| \| --------------------------------------------------------------------------------------------------------------------------------------------------------------------------------- \| ---------------------------------- \| -- \| ------ \| \| CON \| Imoco Volley Conegliano \| 1 \| LM \| \| BUS \| Unet E-Work Busto Arsizio \| 2 \| LM \| \| NOV \| Igor Gorgonzola Novara \| 3 \| LM \| \| SCA \| Savino Del Bene Scandicci \| 4 \| el. LM \| \| MON \| Saugella Monza \| 5 \| CEV \| \| CAS \| Vbc Èpiù Casalmaggiore \| 6 \| \| \| CHI \| Reale Mutua Fenera Chieri \| 7 \| \| \| BER \| Zanetti Bergamo \| 8 \| \| \| FIR \| Il Bisonte Firenze \| 9 \| \| \| CUN \| Bosca San Bernardo Cuneo \| 10 \| \| \| BRE \| Banca Valsabbina Millenium Brescia \| 11 \| \| \| PER \| Bartoccini Fortinfissi Perugia \| 12 \| \| \| \| Awans z Serie A2 \| \| \| \| TRE \| Delta Despar Trentino \| 1 \| \| \| Oznaczenia: - kolumna pierwsza – skróty nazw drużyn wpisane na mapie (jeśli ta została zamieszczona), - kolumna trzecia – miejsce zajęte przez daną drużynę w poprzednim sezonie. \| \| \| \| |                                    | CONBUSNOVSCAMONCASCHIBERFIRCUNBREPERTRE Lokalizacja klubów |        |
| | Uczestnicy poprzedniej edycji      |                                                            |        |
| CON | Imoco Volley Conegliano            | 1                                                          | LM     |
| BUS | Unet E-Work Busto Arsizio          | 2                                                          | LM     |
| NOV | Igor Gorgonzola Novara             | 3                                                          | LM     |
| SCA | Savino Del Bene Scandicci          | 4                                                          | el. LM |
| MON | Saugella Monza                     | 5                                                          | CEV    |
| CAS | Vbc Èpiù Casalmaggiore             | 6                                                          |        |
| CHI | Reale Mutua Fenera Chieri          | 7                                                          |        |
| BER | Zanetti Bergamo                    | 8                                                          |        |
| FIR | Il Bisonte Firenze                 | 9                                                          |        |
| CUN | Bosca San Bernardo Cuneo           | 10                                                         |        |
| BRE | Banca Valsabbina Millenium Brescia | 11                                                         |        |
| PER | Bartoccini Fortinfissi Perugia     | 12                                                         |        |
| | Awans z Serie A2                   |                                                            |        |
| TRE | Delta Despar Trentino              | 1                                                          |        |
| Oznaczenia: - kolumna pierwsza – skróty nazw drużyn wpisane na mapie (jeśli ta została zamieszczona), - kolumna trzecia – miejsce zajęte przez daną drużynę w poprzednim sezonie. |                                    |                                                            |        |

## Hale sportowe
| Klub                               | Hala sportowa                    | Liczba miejsc siedzących |
| ---------------------------------- | -------------------------------- | ------------------------ |
| Zanetti Bergamo                    | PalaNorda                        | 2250                     |
| Unet E-Work Busto Arsizio          | PalaYamamay                      | 5000                     |
| Banca Valsabbina Millenium Brescia | PalaGeorge                       | 4300                     |
| Bosca San Bernardo Cuneo           | PalaCastagneretta                | 4700                     |
| Vbc Èpiù Casalmaggiore             | PalaRadi                         | 3519                     |
| Imoco Volley Conegliano            | PalaVerde                        | 5344                     |
| Il Bisonte Firenze                 | Nelson Mandela Forum             | 7800                     |
| Delta Despar Trentino              | PalaSanbapolis                   | 500                      |
| Bartoccini Fortinfissi Perugia     | PalaEvangelisti                  | 5300                     |
| Saugella Monza                     | Candy Arena                      | 4500                     |
| Igor Gorgonzola Novara             | PalaTerdoppio                    | 5000                     |
| Reale Mutua Fenera Chieri          | PalaMaddalene                    | 1200                     |
| Savino Del Bene Scandicci          | Palazzetto dello Sport Scandicci | 2000                     |

## Trenerzy
| Klub                               | Pierwszy trener       | Narodowość | Drugi trener         | Narodowość |
| ---------------------------------- | --------------------- | ---------- | -------------------- | ---------- |
| Banca Valsabbina Millenium Brescia | Stefano Micoli        | Włochy     | Andrea Carasi        | Włochy     |
| Bartoccini Fortinfissi Perugia     | Davide Mazzanti       | Włochy     | Gabriele Tortorici   | Włochy     |
| Bosca San Bernardo Cuneo           | Andrea Pistola        | Włochy     | Domenico Petruzzelli | Włochy     |
| Delta Despar Trentino              | Matteo Bertini        | Włochy     | Serena Avi           | Włochy     |
| Igor Gorgonzola Novara             | Stefano Lavarini      | Włochy     | Davide Baraldi       | Włochy     |
| Il Bisonte Firenze                 | Marco Mencarelli      | Włochy     | Marcello Cervellin   | Włochy     |
| Imoco Volley Conegliano            | Daniele Santarelli    | Włochy     | Valerio Lionetti     | Włochy     |
| Reale Mutua Fenera Chieri          | Giulio Cesare Bregoli | Włochy     | Marco Sinibaldi      | Włochy     |
| Saugella Monza                     | Marco Gaspari         | Włochy     | Fabio Parazzoli      | Włochy     |
| Savino Del Bene Scandicci          | Massimo Barbolini     | Włochy     | Alessandro Beltrami  | Włochy     |
| Unet E-Work Busto Arsizio          | Marco Musso           | Włochy     | Roberto Menegolo     | Włochy     |
| Vbc Èpiù Casalmaggiore             | Carlo Parisi          | Włochy     | Christian Piazzese   | Włochy     |
| Zanetti Bergamo                    | Daniele Turino        | Włochy     | Marco Zanelli        | Włochy     |

### Zmiany trenerów
| Klub                               | Były trener       | Narodowość | Data odejścia | Nowy trener       | Narodowość | Data przyjścia |       |
| ---------------------------------- | ----------------- | ---------- | ------------- | ----------------- | ---------- | -------------- | ----- |
| Przed sezonem                      |                   |            |               |                   |            |                |       |
| Igor Gorgonzola Novara             | Massimo Barbolini | Włochy     | 30.04.2020    | Stefano Lavarini  | Włochy     | 09.07.2020     | [ 1 ] |
| Saugella Monza                     | Carlo Parisi      | Włochy     | 30.04.2020    | Marco Gaspari     | Włochy     | 30.04.2020     | [ 2 ] |
| Savino Del Bene Scandicci          | Luca Cristofani   | Włochy     | 30.04.2020    | Massimo Barbolini | Włochy     | 01.07.2020     | [ 3 ] |
| Unet E-Work Busto Arsizio          | Stefano Lavarini  | Włochy     | 30.04.2020    | Marco Fenoglio    | Włochy     | 03.06.2020     | [ 4 ] |
| Vbc Èpiù Casalmaggiore             | Marco Gaspari     | Włochy     | 30.04.2020    | Carlo Parisi      | Włochy     | 30.04.2020     | [ 2 ] |
| Zanetti Bergamo                    | Marco Fenoglio    | Włochy     | 30.04.2020    | Daniele Turino    | Włochy     | 17.06.2020     | [ 5 ] |
| W trakcie sezonu                   |                   |            |               |                   |            |                |       |
| Bartoccini Fortinfissi Perugia     | Fabio Bovari      | Włochy     | 28.10.2020    | Davide Mazzanti   | Włochy     | 29.10.2020     | [ 6 ] |
| Unet E-Work Busto Arsizio          | Marco Fenoglio    | Włochy     | 05.12.2020    | Marco Musso       | Włochy     | 05.12.2020     | [ 7 ] |
| Banca Valsabbina Millenium Brescia | Enrico Mazzola    | Włochy     | 26.01.2021    | Stefano Micoli    | Włochy     | 28.01.2021     | [ 8 ] |

## Rozgrywki

### Faza zasadnicza

#### Tabela wyników
| Gospodarz \ Gość1                  | CON | BUS | NOV | SCA | MON | CAS | CHI | BER | FIR | CUN | BRE | PER | TRE |
| ---------------------------------- | --- | --- | --- | --- | --- | --- | --- | --- | --- | --- | --- | --- | --- |
| Imoco Volley Conegliano            | -   | 3:0 | 3:0 | 3:0 | 3:0 | 3:1 | 3:1 | 3:0 | 3:0 | 3:0 | 3:0 | 3:1 | 3:1 |
| Unet E-Work Busto Arsizio          | 0:3 | -   | 0:3 | 1:3 | 3:0 | 3:0 | 0:3 | 3:0 | 0:3 | 3:1 | 3:1 | 3:0 | 3:0 |
| Igor Gorgonzola Novara             | 0:3 | 1:3 | -   | 3:0 | 0:3 | 3:0 | 3:0 | 3:0 | 3:2 | 3:1 | 3:0 | 3:0 | 3:0 |
| Savino Del Bene Scandicci          | 0:3 | 1:3 | 2:3 | -   | 1:3 | 3:1 | 2:3 | 3:0 | 3:1 | 3:0 | 3:2 | 3:1 | 3:0 |
| Saugella Monza                     | 0:3 | 3:1 | 3:1 | 3:2 | -   | 3:1 | 3:2 | 3:2 | 3:1 | 3:1 | 3:1 | 3:1 | 3:0 |
| Vbc Èpiù Casalmaggiore             | 1:3 | 1:3 | 1:3 | 1:3 | 2:3 | -   | 0:3 | 3:2 | 3:0 | 3:0 | 3:2 | 3:0 | 1:3 |
| Reale Mutua Fenera Chieri          | 1:3 | 2:3 | 0:3 | 3:1 | 3:2 | 3:0 | -   | 3:0 | 3:1 | 2:3 | 3:0 | 2:3 | 3:0 |
| Zanetti Bergamo                    | 0:3 | 3:2 | 0:3 | 2:3 | 0:3 | 0:3 | 1:3 | -   | 1:3 | 3:1 | 3:1 | 3:1 | 2:3 |
| Il Bisonte Firenze                 | 1:3 | 0:3 | 0:3 | 0:3 | 0:3 | 3:0 | 3:1 | 3:1 | -   | 1:3 | 1:3 | 1:3 | 3:2 |
| Bosca San Bernardo Cuneo           | 1:3 | 3:2 | 1:3 | 1:3 | 3:0 | 3:2 | 3:2 | 1:3 | 3:0 | -   | 3:2 | 2:3 | 3:0 |
| Banca Valsabbina Millenium Brescia | 0:3 | 1:3 | 0:3 | 2:3 | 0:3 | 3:1 | 0:3 | 3:1 | 2:3 | 2:3 | -   | 2:3 | 2:3 |
| Bartoccini Fortinfissi Perugia     | 0:3 | 2:3 | 0:3 | 1:3 | 1:3 | 0:3 | 0:3 | 0:3 | 3:1 | 3:1 | 3:1 | -   | 3:1 |
| Delta Despar Trentino              | 0:3 | 0:3 | 1:3 | 0:3 | 0:3 | 3:2 | 2:3 | 3:0 | 2:3 | 3:0 | 3:0 | 3:0 | -   |

Źródło:  (wł.)
1 Drużyna gospodarzy jest wymieniona po lewej stronie tabeli.
Kolory:
  zwycięstwo gospodarzy 3:0 lub 3:1
  zwycięstwo gospodarzy 3:2
  zwycięstwo gości 3:0 lub 3:1
  zwycięstwo gości 3:2

#### Terminarz i wyniki
| 1. kolejka                       | 1. kolejka | 1. kolejka                     | 1. kolejka                             | 1. kolejka                         | 1. kolejka | 1. kolejka |
| -------------------------------- | ---------- | ------------------------------ | -------------------------------------- | ---------------------------------- | ---------- | ---------- |
| Igor Gorgonzola Novara - pauzuje |            |                                |                                        |                                    |            |            |
| Data                             | Godzina    | Gospodarz                      | Rezultat                               | Gość                               | Widzów     | Raport     |
| 19.09.2020                       | 20:00      | Bartoccini Fortinfissi Perugia | 0:3 (22:25, 18:25, 20:25)              | Reale Mutua Fenera Chieri          |            | Raport     |
| 19.09.2020                       | 20:30      | Saugella Monza                 | 3:1 (25:13, 25:22, 21:25, 25:22)       | Unet E-Work Busto Arsizio          |            | Raport     |
| 20.09.2020                       | 16:00      | Il Bisonte Firenze             | 1:3 (23:25, 25:23, 21:25, 21:25)       | Bosca San Bernardo Cuneo           |            | Raport     |
| 20.09.2020                       | 17:00      | Imoco Volley Conegliano        | 3:1 (23:25, 25:12, 25:15, 25:19)       | Vbc Èpiù Casalmaggiore             |            | Raport     |
| 20.09.2020                       | 17:00      | Zanetti Bergamo                | 2:3 (23:25, 25:22, 25:19, 21:25, 6:15) | Savino Del Bene Scandicci          |            | Raport     |
| 20.09.2020                       | 18:00      | Delta Despar Trentino          | 3:0 (25:18, 26:24, 25:19)              | Banca Valsabbina Millenium Brescia | 154        | Raport     |

| 2. kolejka                          | 2. kolejka | 2. kolejka                         | 2. kolejka                              | 2. kolejka                     | 2. kolejka | 2. kolejka |
| ----------------------------------- | ---------- | ---------------------------------- | --------------------------------------- | ------------------------------ | ---------- | ---------- |
| Reale Mutua Fenera Chieri - pauzuje |            |                                    |                                         |                                |            |            |
| Data                                | Godzina    | Gospodarz                          | Rezultat                                | Gość                           | Widzów     | Raport     |
| 26.09.2020                          | 20:30      | Vbc Èpiù Casalmaggiore             | 1:3 (24:26, 25:22, 21:25, 24:26)        | Delta Despar Trentino          | 700        | Raport     |
| 27.09.2020                          | 16:00      | Unet E-Work Busto Arsizio          | 0:3 (21:25, 20:25, 23:25)               | Imoco Volley Conegliano        | 430        | Raport     |
| 27.09.2020                          | 17:00      | Bosca San Bernardo Cuneo           | 3:0 (25:22, 31:29, 25:23)               | Saugella Monza                 | 150        | Raport     |
| 27.09.2020                          | 17:00      | Banca Valsabbina Millenium Brescia | 2:3 (25:21, 19:25, 25:18, 23:25, 12:15) | Il Bisonte Firenze             | 700        | Raport     |
| 27.09.2020                          | 18:00      | Igor Gorgonzola Novara             | 3:0 (27:25, 25:20, 25:15)               | Zanetti Bergamo                |            | Raport     |
| 27.09.2020                          | 18:30      | Savino Del Bene Scandicci          | 3:1 (17:25, 25:20, 25:22, 25:22)        | Bartoccini Fortinfissi Perugia |            | Raport     |

| 3. kolejka                                   | 3. kolejka | 3. kolejka                     | 3. kolejka                       | 3. kolejka                | 3. kolejka | 3. kolejka |
| -------------------------------------------- | ---------- | ------------------------------ | -------------------------------- | ------------------------- | ---------- | ---------- |
| Banca Valsabbina Millenium Brescia - pauzuje |            |                                |                                  |                           |            |            |
| Data                                         | Godzina    | Gospodarz                      | Rezultat                         | Gość                      | Widzów     | Raport     |
| 03.10.2020                                   | 20:30      | Imoco Volley Conegliano        | 3:0 (25:18, 25:16, 25:21)        | Savino Del Bene Scandicci | 700        | Raport     |
| 04.10.2020                                   | 17:00      | Zanetti Bergamo                | 0:3 (12:25, 23:25, 18:25)        | Vbc Èpiù Casalmaggiore    | 520        | Raport     |
| 04.10.2020                                   | 17:00      | Unet E-Work Busto Arsizio      | 3:0 (25:23, 25:18, 25:21)        | Delta Despar Trentino     | 420        | Raport     |
| 04.10.2020                                   | 17:00      | Bartoccini Fortinfissi Perugia | 3:1 (25:23, 22:25, 27:25, 25:19) | Bosca San Bernardo Cuneo  | 350        | Raport     |
| 04.10.2020                                   | 18:30      | Reale Mutua Fenera Chieri      | 0:3 (20:25, 20:25, 16:25)        | Igor Gorgonzola Novara    | 200        | Raport     |
| 20.10.2020                                   | 20:30      | Saugella Monza                 | 3:1 (25:20, 22:25, 25:15, 25:22) | Il Bisonte Firenze        |            | Raport     |

| 4. kolejka                          | 4. kolejka | 4. kolejka                         | 4. kolejka                              | 4. kolejka                     | 4. kolejka | 4. kolejka |
| ----------------------------------- | ---------- | ---------------------------------- | --------------------------------------- | ------------------------------ | ---------- | ---------- |
| Unet E-Work Busto Arsizio - pauzuje |            |                                    |                                         |                                |            |            |
| Data                                | Godzina    | Gospodarz                          | Rezultat                                | Gość                           | Widzów     | Raport     |
| 10.10.2020                          | 19:00      | Vbc Èpiù Casalmaggiore             | 3:0 (25:17, 25:20, 25:17)               | Bartoccini Fortinfissi Perugia | 200        | Raport     |
| 10.10.2020                          | 20:00      | Saugella Monza                     | 3:1 (26:24, 25:21, 22:25, 25:20)        | Igor Gorgonzola Novara         | 684        | Raport     |
| 10.10.2020                          | 20:30      | Bosca San Bernardo Cuneo           | 3:2 (28:26, 27:29, 23:25, 25:21, 15:11) | Reale Mutua Fenera Chieri      | 180        | Raport     |
| 11.10.2020                          | 17:00      | Banca Valsabbina Millenium Brescia | 0:3 (15:25, 16:25, 13:25)               | Imoco Volley Conegliano        | 700        | Raport     |
| 11.10.2020                          | 17:00      | Delta Despar Trentino              | 3:0 (25:20, 25:21, 25:15)               | Zanetti Bergamo                | 154        | Raport     |
| 11.10.2020                          | 17:00      | Il Bisonte Firenze                 | 0:3 (22:25, 23:25, 19:25)               | Savino Del Bene Scandicci      |            | Raport     |

| 5. kolejka                        | 5. kolejka | 5. kolejka                         | 5. kolejka                              | 5. kolejka                     | 5. kolejka | 5. kolejka |
| --------------------------------- | ---------- | ---------------------------------- | --------------------------------------- | ------------------------------ | ---------- | ---------- |
| Imoco Volley Conegliano - pauzuje |            |                                    |                                         |                                |            |            |
| Data                              | Godzina    | Gospodarz                          | Rezultat                                | Gość                           | Widzów     | Raport     |
| 13.10.2020                        | 20:30      | Zanetti Bergamo                    | 1:3 (24:26, 16:25, 25:21, 20:25)        | Il Bisonte Firenze             | 250        | Raport     |
| 14.10.2020                        | 20:30      | Delta Despar Trentino              | 3:0 (25:23, 25:21, 25:19)               | Bartoccini Fortinfissi Perugia | 95         | Raport     |
| 14.10.2020                        | 20:30      | Savino Del Bene Scandicci          | 3:1 (12:25, 25:22, 25:19, 25:19)        | Vbc Èpiù Casalmaggiore         |            | Raport     |
| 14.10.2020                        | 20:30      | Reale Mutua Fenera Chieri          | 3:2 (25:15, 24:26, 25:19, 22:25, 16:14) | Saugella Monza                 | 170        | Raport     |
| 21.10.2020                        | 20:30      | Banca Valsabbina Millenium Brescia | 1:3 (22:25, 25:23, 16:25, 21:25)        | Unet E-Work Busto Arsizio      | 180        | Raport     |
| 11.11.2020                        | 18:30      | Igor Gorgonzola Novara             | 3:1 (23:25, 25:14, 27:25, 25:13)        | Bosca San Bernardo Cuneo       |            | Raport     |

| 6. kolejka               | 6. kolejka | 6. kolejka                     | 6. kolejka                             | 6. kolejka                         | 6. kolejka | 6. kolejka |
| ------------------------ | ---------- | ------------------------------ | -------------------------------------- | ---------------------------------- | ---------- | ---------- |
| Saugella Monza - pauzuje |            |                                |                                        |                                    |            |            |
| Data                     | Godzina    | Gospodarz                      | Rezultat                               | Gość                               | Widzów     | Raport     |
| 17.10.2020               | 20:30      | Igor Gorgonzola Novara         | 3:0 (25:18, 25:16, 25:16)              | Banca Valsabbina Millenium Brescia | 200        | Raport     |
| 18.10.2020               | 17:00      | Bartoccini Fortinfissi Perugia | 0:3 (18:25, 15:25, 21:25)              | Imoco Volley Conegliano            | 200        | Raport     |
| 18.10.2020               | 17:00      | Vbc Èpiù Casalmaggiore         | 0:3 (17:25, 24:26, 19:25)              | Reale Mutua Fenera Chieri          | 200        | Raport     |
| 18.10.2020               | 17:00      | Il Bisonte Firenze             | 3:2 (16:25, 25:17, 22:25, 25:12, 15:4) | Delta Despar Trentino              |            | Raport     |
| 18.10.2020               | 17:00      | Unet E-Work Busto Arsizio      | 1:3 (23:25, 33:31, 18:25, 21:25)       | Savino Del Bene Scandicci          | 80         | Raport     |
| 18.11.2020               | 18:30      | Bosca San Bernardo Cuneo       | 1:3 (22:25, 25:17, 30:32, 21:25)       | Zanetti Bergamo                    |            | Raport     |

| 7. kolejka                       | 7. kolejka | 7. kolejka                         | 7. kolejka                              | 7. kolejka                     | 7. kolejka | 7. kolejka |
| -------------------------------- | ---------- | ---------------------------------- | --------------------------------------- | ------------------------------ | ---------- | ---------- |
| Vbc Èpiù Casalmaggiore - pauzuje |            |                                    |                                         |                                |            |            |
| Data                             | Godzina    | Gospodarz                          | Rezultat                                | Gość                           | Widzów     | Raport     |
| 24.10.2020                       | 18:00      | Banca Valsabbina Millenium Brescia | 0:3 (22:25, 19:25, 20:25)               | Reale Mutua Fenera Chieri      | 150        | Raport     |
| 24.10.2020                       | 20:30      | Imoco Volley Conegliano            | 3:0 (25:16, 25:23, 25:14)               | Saugella Monza                 | 700        | Raport     |
| 24.10.2020                       | 21:00      | Savino Del Bene Scandicci          | 2:3 (21:25, 17:25, 25:23, 25:23, 16:18) | Igor Gorgonzola Novara         | 200        | Raport     |
| 25.10.2020                       | 17:00      | Zanetti Bergamo                    | 3:1 (25:17, 25:20, 19:25, 27:25)        | Bartoccini Fortinfissi Perugia | 153        | Raport     |
| 18.11.2020                       | 17:00      | Unet E-Work Busto Arsizio          | 0:3 (15:25, 18:25, 20:25)               | Il Bisonte Firenze             |            | Raport     |
| 03.12.2020                       | 18:30      | Delta Despar Trentino              | 3:0 (25:19, 25:23, 25:18)               | Bosca San Bernardo Cuneo       |            | Raport     |

| 8. kolejka                          | 8. kolejka | 8. kolejka                     | 8. kolejka                              | 8. kolejka                         | 8. kolejka | 8. kolejka |
| ----------------------------------- | ---------- | ------------------------------ | --------------------------------------- | ---------------------------------- | ---------- | ---------- |
| Savino Del Bene Scandicci - pauzuje |            |                                |                                         |                                    |            |            |
| Data                                | Godzina    | Gospodarz                      | Rezultat                                | Gość                               | Widzów     | Raport     |
| 28.10.2020                          | 18:00      | Il Bisonte Firenze             | 1:3 (25:19, 24:26, 19:25, 17:25)        | Imoco Volley Conegliano            |            | Raport     |
| 28.10.2020                          | 19:30      | Saugella Monza                 | 3:2 (21:25, 25:14, 25:21, 27:29, 15:10) | Zanetti Bergamo                    |            | Raport     |
| 28.10.2020                          | 20:30      | Igor Gorgonzola Novara         | 3:0 (25:17, 25:18, 25:18)               | Vbc Èpiù Casalmaggiore             |            | Raport     |
| 28.11.2020                          | 20:30      | Bartoccini Fortinfissi Perugia | 2:3 (23:25, 23:25, 25:17, 25:23, 12:15) | Unet E-Work Busto Arsizio          |            | Raport     |
| 28.11.2020                          | 20:30      | Bosca San Bernardo Cuneo       | 3:2 (25:20, 24:26, 20:25, 25:18, 16:14) | Banca Valsabbina Millenium Brescia |            | Raport     |
| 29.11.2020                          | 17:00      | Reale Mutua Fenera Chieri      | 3:0 (25:13, 25:20, 25:14)               | Delta Despar Trentino              |            | Raport     |

| 9. kolejka                               | 9. kolejka | 9. kolejka                         | 9. kolejka                              | 9. kolejka                | 9. kolejka | 9. kolejka |
| ---------------------------------------- | ---------- | ---------------------------------- | --------------------------------------- | ------------------------- | ---------- | ---------- |
| Bartoccini Fortinfissi Perugia - pauzuje |            |                                    |                                         |                           |            |            |
| Data                                     | Godzina    | Gospodarz                          | Rezultat                                | Gość                      | Widzów     | Raport     |
| 31.10.2020                               | 17:30      | Reale Mutua Fenera Chieri          | 3:1 (21:25, 25:22, 25:18, 25:19)        | Il Bisonte Firenze        | 45         | Raport     |
| 31.10.2020                               | 20:30      | Saugella Monza                     | 3:2 (25:21, 22:25, 25:13, 19:25, 15:10) | Savino Del Bene Scandicci |            | Raport     |
| 01.11.2020                               | 17:00      | Imoco Volley Conegliano            | 3:0 (25:11, 25:10, 25:16)               | Bosca San Bernardo Cuneo  |            | Raport     |
| 01.11.2020                               | 17:00      | Banca Valsabbina Millenium Brescia | 3:1 (23:25, 25:15, 25:21, 25:16)        | Zanetti Bergamo           | 50         | Raport     |
| 18.11.2020                               | 19:00      | Delta Despar Trentino              | 1:3 (25:23, 14:25, 17:25, 22:25)        | Igor Gorgonzola Novara    |            | Raport     |
| 09.02.2021                               | 17:00      | Unet E-Work Busto Arsizio          | 3:0 (25:18, 25:22, 25:15)               | Vbc Èpiù Casalmaggiore    |            | Raport     |

| 10. kolejka                  | 10. kolejka | 10. kolejka                    | 10. kolejka                            | 10. kolejka                        | 10. kolejka | 10. kolejka |
| ---------------------------- | ----------- | ------------------------------ | -------------------------------------- | ---------------------------------- | ----------- | ----------- |
| Il Bisonte Firenze - pauzuje |             |                                |                                        |                                    |             |             |
| Data                         | Godzina     | Gospodarz                      | Rezultat                               | Gość                               | Widzów      | Raport      |
| 04.11.2020                   | 19:30       | Zanetti Bergamo                | 0:3 (14:25, 19:25, 17:25)              | Imoco Volley Conegliano            |             | Raport      |
| 04.11.2020                   | 20:30       | Vbc Èpiù Casalmaggiore         | 3:2 (25:21, 22:25, 20:25, 25:15, 15:9) | Banca Valsabbina Millenium Brescia |             | Raport      |
| 25.11.2020                   | 18:00       | Savino Del Bene Scandicci      | 3:0 (25:13, 25:10, 25:17)              | Bosca San Bernardo Cuneo           |             | Raport      |
| 25.11.2020                   | 18:00       | Delta Despar Trentino          | 0:3 (18:25, 18:25, 23:25)              | Saugella Monza                     |             | Raport      |
| 05.12.2020                   | 20:30       | Bartoccini Fortinfissi Perugia | 0:3 (18:25, 21:25, 12:25)              | Igor Gorgonzola Novara             |             | Raport      |
| 13.01.2021                   | 18:00       | Unet E-Work Busto Arsizio      | 0:3 (23:25, 25:27, 22:25)              | Reale Mutua Fenera Chieri          |             | Raport      |

| 11. kolejka                        | 11. kolejka | 11. kolejka                        | 11. kolejka                             | 11. kolejka                    | 11. kolejka | 11. kolejka |
| ---------------------------------- | ----------- | ---------------------------------- | --------------------------------------- | ------------------------------ | ----------- | ----------- |
| Bosca San Bernardo Cuneo - pauzuje |             |                                    |                                         |                                |             |             |
| Data                               | Godzina     | Gospodarz                          | Rezultat                                | Gość                           | Widzów      | Raport      |
| 07.11.2020                         | 20:45       | Vbc Èpiù Casalmaggiore             | 2:3 (23:25, 25:20, 25:16, 24:26, 13:15) | Saugella Monza                 |             | Raport      |
| 08.11.2020                         | 17:00       | Igor Gorgonzola Novara             | 3:2 (24:26, 25:20, 25:14, 22:25, 15:13) | Il Bisonte Firenze             |             | Raport      |
| 08.11.2020                         | 17:00       | Zanetti Bergamo                    | 3:2 (24:26, 28:26, 25:23, 18:25, 15:10) | Unet E-Work Busto Arsizio      |             | Raport      |
| 08.11.2020                         | 17:00       | Banca Valsabbina Millenium Brescia | 2:3 (21:25, 18:25, 25:19, 25:17, 13:15) | Bartoccini Fortinfissi Perugia |             | Raport      |
| 09.11.2020                         | 18:30       | Imoco Volley Conegliano            | 3:1 (25:9, 25:17, 20:25, 25:17)         | Delta Despar Trentino          |             | Raport      |
| 27.01.2021                         | 17:30       | Savino Del Bene Scandicci          | 2:3 (25:22, 27:25, 20:25, 19:25, 7:15)  | Reale Mutua Fenera Chieri      |             | Raport      |

| 12. kolejka                     | 12. kolejka | 12. kolejka               | 12. kolejka                             | 12. kolejka                        | 12. kolejka | 12. kolejka |
| ------------------------------- | ----------- | ------------------------- | --------------------------------------- | ---------------------------------- | ----------- | ----------- |
| Delta Despar Trentino - pauzuje |             |                           |                                         |                                    |             |             |
| Data                            | Godzina     | Gospodarz                 | Rezultat                                | Gość                               | Widzów      | Raport      |
| 14.11.2020                      | 19:00       | Il Bisonte Firenze        | 3:0 (25:12, 28:26, 25:21)               | Vbc Èpiù Casalmaggiore             |             | Raport      |
| 14.11.2020                      | 20:30       | Igor Gorgonzola Novara    | 0:3 (18:25, 14:25, 16:25)               | Imoco Volley Conegliano            |             | Raport      |
| 15.11.2020                      | 17:00       | Savino Del Bene Scandicci | 3:2 (25:13, 22:25, 25:18, 14:25, 15:13) | Banca Valsabbina Millenium Brescia |             | Raport      |
| 15.11.2020                      | 17:00       | Saugella Monza            | 3:1 (26:28, 25:20, 25:23, 25:21)        | Bartoccini Fortinfissi Perugia     |             | Raport      |
| 15.11.2020                      | 17:00       | Bosca San Bernardo Cuneo  | 3:2 (25:23, 18:25, 26:24, 25:27, 15:10) | Unet E-Work Busto Arsizio          |             | Raport      |
| 05.12.2020                      | 17:00       | Reale Mutua Fenera Chieri | 3:0 (25:17, 25:17, 25:17)               | Zanetti Bergamo                    |             | Raport      |

| 13. kolejka               | 13. kolejka | 13. kolejka                        | 13. kolejka                      | 13. kolejka               | 13. kolejka | 13. kolejka |
| ------------------------- | ----------- | ---------------------------------- | -------------------------------- | ------------------------- | ----------- | ----------- |
| Zanetti Bergamo - pauzuje |             |                                    |                                  |                           |             |             |
| Data                      | Godzina     | Gospodarz                          | Rezultat                         | Gość                      | Widzów      | Raport      |
| 21.11.2020                | 17:30       | Delta Despar Trentino              | 0:3 (21:25, 27:29, 21:25)        | Savino Del Bene Scandicci |             | Raport      |
| 21.11.2020                | 18:00       | Banca Valsabbina Millenium Brescia | 0:3 (15:25, 19:25, 21:25)        | Saugella Monza            |             | Raport      |
| 21.11.2020                | 18:00       | Vbc Èpiù Casalmaggiore             | 3:0 (25:22, 31:29, 28:26)        | Bosca San Bernardo Cuneo  |             | Raport      |
| 21.11.2020                | 20:30       | Unet E-Work Busto Arsizio          | 0:3 (27:29, 16:25, 15:25)        | Igor Gorgonzola Novara    |             | Raport      |
| 21.11.2020                | 20:30       | Bartoccini Fortinfissi Perugia     | 3:1 (26:24, 16:25, 29:27, 25:9)  | Il Bisonte Firenze        |             | Raport      |
| 24.11.2020                | 18:30       | Imoco Volley Conegliano            | 3:1 (25:21, 24:26, 25:19, 25:18) | Reale Mutua Fenera Chieri |             | Raport      |

| 14. kolejka                      | 14. kolejka | 14. kolejka                        | 14. kolejka                             | 14. kolejka                    | 14. kolejka | 14. kolejka |
| -------------------------------- | ----------- | ---------------------------------- | --------------------------------------- | ------------------------------ | ----------- | ----------- |
| Igor Gorgonzola Novara - pauzuje |             |                                    |                                         |                                |             |             |
| Data                             | Godzina     | Gospodarz                          | Rezultat                                | Gość                           | Widzów      | Raport      |
| 16.12.2020                       | 17:00       | Bosca San Bernardo Cuneo           | 3:0 (25:20, 25:23, 25:23)               | Il Bisonte Firenze             |             | Raport      |
| 16.12.2020                       | 20:30       | Vbc Èpiù Casalmaggiore             | 1:3 (16:25, 16:25, 25:23, 18:25)        | Imoco Volley Conegliano        |             | Raport      |
| 16.12.2020                       | 20:30       | Banca Valsabbina Millenium Brescia | 2:3 (23:25, 25:20, 22:25, 28:26, 12:15) | Delta Despar Trentino          |             | Raport      |
| 10.02.2021                       | 18:30       | Reale Mutua Fenera Chieri          | 2:3 (23:25, 25:22, 26:24, 22:25, 11:15) | Bartoccini Fortinfissi Perugia |             | Raport      |
| 17.02.2021                       | 17:30       | Savino Del Bene Scandicci          | 3:0 (25:15, 25:19, 25:20)               | Zanetti Bergamo                |             | Raport      |
| 17.02.2021                       | 18:00       | Unet E-Work Busto Arsizio          | 3:0 (25:22, 25:23, 25:22)               | Saugella Monza                 |             | Raport      |

| 15. kolejka                         | 15. kolejka | 15. kolejka                    | 15. kolejka                             | 15. kolejka                        | 15. kolejka | 15. kolejka |
| ----------------------------------- | ----------- | ------------------------------ | --------------------------------------- | ---------------------------------- | ----------- | ----------- |
| Reale Mutua Fenera Chieri - pauzuje |             |                                |                                         |                                    |             |             |
| Data                                | Godzina     | Gospodarz                      | Rezultat                                | Gość                               | Widzów      | Raport      |
| 23.12.2020                          | 18:00       | Zanetti Bergamo                | 0:3 (20:25, 18:25, 22:25)               | Igor Gorgonzola Novara             |             | Raport      |
| 24.12.2020                          | 12:30       | Imoco Volley Conegliano        | 3:0 (25:16, 25:16, 28:26)               | Unet E-Work Busto Arsizio          |             | Raport      |
| 13.01.2021                          | 17:00       | Saugella Monza                 | 3:1 (25:19, 25:21, 22:25, 25:21)        | Bosca San Bernardo Cuneo           |             | Raport      |
| 20.01.2021                          | 18:00       | Bartoccini Fortinfissi Perugia | 1:3 (16:25, 25:23, 18:25, 21:25)        | Savino Del Bene Scandicci          |             | Raport      |
| 18.02.2021                          | 19:00       | Delta Despar Trentino          | 3:2 (16:25, 25:23, 12:25, 25:19, 15:10) | Vbc Èpiù Casalmaggiore             |             | Raport      |
| 07.03.2021                          | 17:30       | Il Bisonte Firenze             | 1:3 (25:20, 20:25, 23:25, 21:25)        | Banca Valsabbina Millenium Brescia |             | Raport      |

| 16. kolejka                                  | 16. kolejka | 16. kolejka               | 16. kolejka                             | 16. kolejka                    | 16. kolejka | 16. kolejka |
| -------------------------------------------- | ----------- | ------------------------- | --------------------------------------- | ------------------------------ | ----------- | ----------- |
| Banca Valsabbina Millenium Brescia - pauzuje |             |                           |                                         |                                |             |             |
| Data                                         | Godzina     | Gospodarz                 | Rezultat                                | Gość                           | Widzów      | Raport      |
| 19.12.2020                                   | 20:30       | Igor Gorgonzola Novara    | 3:0 (25:22, 26:24, 25:21)               | Reale Mutua Fenera Chieri      |             | Raport      |
| 20.12.2020                                   | 17:00       | Vbc Èpiù Casalmaggiore    | 3:2 (29:27, 25:19, 20:25, 17:25, 15:9)  | Zanetti Bergamo                |             | Raport      |
| 13.01.2021                                   | 17:30       | Savino Del Bene Scandicci | 0:3 (22:25, 20:25, 15:25)               | Imoco Volley Conegliano        |             | Raport      |
| 17.01.2021                                   | 17:00       | Il Bisonte Firenze        | 0:3 (17:25, 17:25, 20:25)               | Saugella Monza                 |             | Raport      |
| 28.01.2021                                   | 19:00       | Delta Despar Trentino     | 0:3 (14:25, 16:25, 19:25)               | Unet E-Work Busto Arsizio      |             | Raport      |
| 17.02.2021                                   | 17:00       | Bosca San Bernardo Cuneo  | 2:3 (22:25, 25:17, 25:20, 24:26, 13:15) | Bartoccini Fortinfissi Perugia |             | Raport      |

| 17. kolejka                         | 17. kolejka | 17. kolejka                    | 17. kolejka                            | 17. kolejka                        | 17. kolejka | 17. kolejka |
| ----------------------------------- | ----------- | ------------------------------ | -------------------------------------- | ---------------------------------- | ----------- | ----------- |
| Unet E-Work Busto Arsizio - pauzuje |             |                                |                                        |                                    |             |             |
| Data                                | Godzina     | Gospodarz                      | Rezultat                               | Gość                               | Widzów      | Raport      |
| 26.12.2020                          | 17:00       | Reale Mutua Fenera Chieri      | 2:3 (25:20, 22:25, 25:22, 17:25, 9:15) | Bosca San Bernardo Cuneo           |             | Raport      |
| 29.12.2020                          | 18:00       | Imoco Volley Conegliano        | 3:0 (25:22, 25:23, 25:17)              | Banca Valsabbina Millenium Brescia |             | Raport      |
| 20.01.2021                          | 17:30       | Igor Gorgonzola Novara         | 0:3 (23:25, 23:25, 22:25)              | Saugella Monza                     |             | Raport      |
| 03.02.2021                          | 17:00       | Bartoccini Fortinfissi Perugia | 0:3 (18:25, 21:25, 17:25)              | Vbc Èpiù Casalmaggiore             |             | Raport      |
| 10.02.2021                          | 17:30       | Savino Del Bene Scandicci      | 3:1 (25:14, 25:17, 24:26, 25:12)       | Il Bisonte Firenze                 |             | Raport      |
| 04.03.2021                          | 17:00       | Zanetti Bergamo                | 2:3 (27:25, 25:21, 19:25, 20:25, 8:15) | Delta Despar Trentino              |             | Raport      |

| 18. kolejka                       | 18. kolejka | 18. kolejka                    | 18. kolejka                             | 18. kolejka                        | 18. kolejka | 18. kolejka |
| --------------------------------- | ----------- | ------------------------------ | --------------------------------------- | ---------------------------------- | ----------- | ----------- |
| Imoco Volley Conegliano - pauzuje |             |                                |                                         |                                    |             |             |
| Data                              | Godzina     | Gospodarz                      | Rezultat                                | Gość                               | Widzów      | Raport      |
| 09.01.2021                        | 19:00       | Vbc Èpiù Casalmaggiore         | 1:3 (18:25, 25:17, 22:25, 21:25)        | Savino Del Bene Scandicci          |             | Raport      |
| 10.01.2021                        | 17:00       | Il Bisonte Firenze             | 3:1 (25:22, 25:14, 24:26, 25:17)        | Zanetti Bergamo                    |             | Raport      |
| 10.01.2021                        | 17:00       | Unet E-Work Busto Arsizio      | 3:1 (25:18, 25:23, 23:25, 25:21)        | Banca Valsabbina Millenium Brescia |             | Raport      |
| 10.01.2021                        | 17:00       | Bosca San Bernardo Cuneo       | 1:3 (25:23, 16:25, 28:30, 14:25)        | Igor Gorgonzola Novara             |             | Raport      |
| 10.01.2021                        | 17:00       | Saugella Monza                 | 3:2 (26:24, 22:25, 19:25, 25:21, 15:13) | Reale Mutua Fenera Chieri          |             | Raport      |
| 07.03.2021                        | 17:00       | Bartoccini Fortinfissi Perugia | 3:1 (21:25, 25:19, 25:18, 25:7)         | Delta Despar Trentino              |             | Raport      |

| 19. kolejka              | 19. kolejka | 19. kolejka                        | 19. kolejka                            | 19. kolejka                    | 19. kolejka | 19. kolejka |
| ------------------------ | ----------- | ---------------------------------- | -------------------------------------- | ------------------------------ | ----------- | ----------- |
| Saugella Monza - pauzuje |             |                                    |                                        |                                |             |             |
| Data                     | Godzina     | Gospodarz                          | Rezultat                               | Gość                           | Widzów      | Raport      |
| 16.01.2021               | 18:00       | Banca Valsabbina Millenium Brescia | 0:3 (19:25, 19:25, 16:25)              | Igor Gorgonzola Novara         |             | Raport      |
| 16.01.2021               | 20:30       | Zanetti Bergamo                    | 3:1 (22:25, 25:23, 25:22, 25:16)       | Bosca San Bernardo Cuneo       |             | Raport      |
| 17.01.2021               | 17:00       | Reale Mutua Fenera Chieri          | 3:0 (25:19, 25:11, 25:19)              | Vbc Èpiù Casalmaggiore         |             | Raport      |
| 17.01.2021               | 17:00       | Imoco Volley Conegliano            | 3:1 (23:25, 25:22, 25:21, 25:15)       | Bartoccini Fortinfissi Perugia |             | Raport      |
| 17.01.2021               | 17:00       | Savino Del Bene Scandicci          | 1:3 (27:25, 17:25, 20:25, 23:25)       | Unet E-Work Busto Arsizio      |             | Raport      |
| 21.02.2021               | 17:00       | Delta Despar Trentino              | 2:3 (15:25, 25:21, 31:29, 26:28, 8:15) | Il Bisonte Firenze             |             | Raport      |

| 20. kolejka                      | 20. kolejka | 20. kolejka                    | 20. kolejka               | 20. kolejka                        | 20. kolejka | 20. kolejka |
| -------------------------------- | ----------- | ------------------------------ | ------------------------- | ---------------------------------- | ----------- | ----------- |
| Vbc Èpiù Casalmaggiore - pauzuje |             |                                |                           |                                    |             |             |
| Data                             | Godzina     | Gospodarz                      | Rezultat                  | Gość                               | Widzów      | Raport      |
| 20.01.2021                       | 17:00       | Il Bisonte Firenze             | 0:3 (19:25, 20:25, 21:25) | Unet E-Work Busto Arsizio          |             | Raport      |
| 30.01.2021                       | 17:30       | Igor Gorgonzola Novara         | 3:0 (25:22, 25:23, 25:22) | Savino Del Bene Scandicci          |             | Raport      |
| 30.01.2021                       | 20:45       | Saugella Monza                 | 0:3 (15:25, 20:25, 25:27) | Imoco Volley Conegliano            |             | Raport      |
| 31.01.2021                       | 17:00       | Bosca San Bernardo Cuneo       | 3:0 (25:13, 25:20, 25:13) | Delta Despar Trentino              |             | Raport      |
| 31.01.2021                       | 17:00       | Reale Mutua Fenera Chieri      | 3:0 (25:13, 25:19, 25:17) | Banca Valsabbina Millenium Brescia |             | Raport      |
| 31.01.2021                       | 17:00       | Bartoccini Fortinfissi Perugia | 0:3 (20:25, 20:25, 18:25) | Zanetti Bergamo                    |             | Raport      |

| 21. kolejka                         | 21. kolejka | 21. kolejka                        | 21. kolejka                            | 21. kolejka                    | 21. kolejka | 21. kolejka |
| ----------------------------------- | ----------- | ---------------------------------- | -------------------------------------- | ------------------------------ | ----------- | ----------- |
| Savino Del Bene Scandicci - pauzuje |             |                                    |                                        |                                |             |             |
| Data                                | Godzina     | Gospodarz                          | Rezultat                               | Gość                           | Widzów      | Raport      |
| 05.01.2021                          | 19:00       | Vbc Èpiù Casalmaggiore             | 1:3 (19:25, 12:25, 25:22, 25:27)       | Igor Gorgonzola Novara         |             | Raport      |
| 06.01.2021                          | 17:00       | Zanetti Bergamo                    | 0:3 (16:25, 21:25, 20:25)              | Saugella Monza                 |             | Raport      |
| 06.01.2021                          | 17:00       | Unet E-Work Busto Arsizio          | 3:0 (25:20, 25:18, 26:24)              | Bartoccini Fortinfissi Perugia |             | Raport      |
| 06.01.2021                          | 17:00       | Banca Valsabbina Millenium Brescia | 2:3 (25:17, 20:25, 25:20, 23:25, 7:15) | Bosca San Bernardo Cuneo       |             | Raport      |
| 06.01.2021                          | 17:30       | Imoco Volley Conegliano            | 3:0 (25:20, 25:18, 25:11)              | Il Bisonte Firenze             |             | Raport      |
| 24.02.2021                          | 18:30       | Delta Despar Trentino              | 2:3 (25:15, 12:25, 15:25, 25:23, 8:15) | Reale Mutua Fenera Chieri      |             | Raport      |

| 22. kolejka                              | 22. kolejka | 22. kolejka               | 22. kolejka                      | 22. kolejka                        | 22. kolejka | 22. kolejka |
| ---------------------------------------- | ----------- | ------------------------- | -------------------------------- | ---------------------------------- | ----------- | ----------- |
| Bartoccini Fortinfissi Perugia - pauzuje |             |                           |                                  |                                    |             |             |
| Data                                     | Godzina     | Gospodarz                 | Rezultat                         | Gość                               | Widzów      | Raport      |
| 06.02.2021                               | 20:30       | Il Bisonte Firenze        | 3:1 (23:25, 25:20, 25:21, 26:24) | Reale Mutua Fenera Chieri          |             | Raport      |
| 07.02.2021                               | 17:00       | Bosca San Bernardo Cuneo  | 1:3 (23:25, 25:21, 18:25, 12:25) | Imoco Volley Conegliano            |             | Raport      |
| 07.02.2021                               | 17:00       | Zanetti Bergamo           | 3:1 (25:23, 23:25, 25:23, 25:21) | Banca Valsabbina Millenium Brescia |             | Raport      |
| 10.02.2021                               | 19:00       | Igor Gorgonzola Novara    | 3:0 (25:15, 25:18, 25:13)        | Delta Despar Trentino              |             | Raport      |
| 06.03.2021                               | 18:00       | Vbc Èpiù Casalmaggiore    | 1:3 (22:25, 25:23, 20:25, 19:25) | Unet E-Work Busto Arsizio          |             | Raport      |
| 07.03.2021                               | 17:00       | Savino Del Bene Scandicci | 1:3 (25:20, 21:25, 19:25, 29:31) | Saugella Monza                     |             | Raport      |

| 23. kolejka                  | 23. kolejka | 23. kolejka                        | 23. kolejka                            | 23. kolejka                    | 23. kolejka | 23. kolejka |
| ---------------------------- | ----------- | ---------------------------------- | -------------------------------------- | ------------------------------ | ----------- | ----------- |
| Il Bisonte Firenze - pauzuje |             |                                    |                                        |                                |             |             |
| Data                         | Godzina     | Gospodarz                          | Rezultat                               | Gość                           | Widzów      | Raport      |
| 14.02.2021                   | 17:00       | Saugella Monza                     | 3:0 (25:12, 25:17, 25:18)              | Delta Despar Trentino          |             | Raport      |
| 14.02.2021                   | 17:00       | Igor Gorgonzola Novara             | 3:0 (25:19, 27:25, 25:22)              | Bartoccini Fortinfissi Perugia |             | Raport      |
| 14.02.2021                   | 17:00       | Bosca San Bernardo Cuneo           | 1:3 (23:25, 19:25, 25:17, 13:25)       | Savino Del Bene Scandicci      |             | Raport      |
| 14.02.2021                   | 17:00       | Banca Valsabbina Millenium Brescia | 3:1 (25:20, 18:25, 25:23, 25:19)       | Vbc Èpiù Casalmaggiore         |             | Raport      |
| 14.02.2021                   | 17:00       | Reale Mutua Fenera Chieri          | 2:3 (25:15, 23:25, 25:21, 20:25, 9:15) | Unet E-Work Busto Arsizio      |             | Raport      |
| 14.02.2021                   | 18:00       | Imoco Volley Conegliano            | 3:0 (25:18, 25:14, 25:18)              | Zanetti Bergamo                |             | Raport      |

| 24. kolejka                        | 24. kolejka | 24. kolejka                    | 24. kolejka                      | 24. kolejka                        | 24. kolejka | 24. kolejka |
| ---------------------------------- | ----------- | ------------------------------ | -------------------------------- | ---------------------------------- | ----------- | ----------- |
| Bosca San Bernardo Cuneo - pauzuje |             |                                |                                  |                                    |             |             |
| Data                               | Godzina     | Gospodarz                      | Rezultat                         | Gość                               | Widzów      | Raport      |
| 29.12.2020                         | 17:30       | Il Bisonte Firenze             | 0:3 (27:29, 18:25, 18:25)        | Igor Gorgonzola Novara             |             | Raport      |
| 23.01.2021                         | 17:00       | Delta Despar Trentino          | 0:3 (18:25, 15:25, 17:25)        | Imoco Volley Conegliano            |             | Raport      |
| 23.01.2021                         | 17:00       | Saugella Monza                 | 3:1 (25:23, 24:26, 25:23, 25:14) | Vbc Èpiù Casalmaggiore             |             | Raport      |
| 24.01.2021                         | 17:00       | Unet E-Work Busto Arsizio      | 3:0 (25:16, 25:18, 25:15)        | Zanetti Bergamo                    |             | Raport      |
| 24.01.2021                         | 17:00       | Bartoccini Fortinfissi Perugia | 3:1 (25:14, 25:18, 14:25, 25:20) | Banca Valsabbina Millenium Brescia |             | Raport      |
| 24.01.2021                         | 17:00       | Reale Mutua Fenera Chieri      | 3:1 (22:25, 34:32, 25:17, 25:20) | Savino Del Bene Scandicci          |             | Raport      |

| 25. kolejka                     | 25. kolejka | 25. kolejka                        | 25. kolejka                             | 25. kolejka               | 25. kolejka | 25. kolejka |
| ------------------------------- | ----------- | ---------------------------------- | --------------------------------------- | ------------------------- | ----------- | ----------- |
| Delta Despar Trentino - pauzuje |             |                                    |                                         |                           |             |             |
| Data                            | Godzina     | Gospodarz                          | Rezultat                                | Gość                      | Widzów      | Raport      |
| 29.01.2021                      | 18:00       | Vbc Èpiù Casalmaggiore             | 3:0 (25:18, 29:27, 25:21)               | Il Bisonte Firenze        |             | Raport      |
| 20.02.2021                      | 18:00       | Imoco Volley Conegliano            | 3:0 (25:19, 25:22, 25:18)               | Igor Gorgonzola Novara    |             | Raport      |
| 20.02.2021                      | 20:30       | Bartoccini Fortinfissi Perugia     | 1:3 (20:25, 25:19, 23:25, 13:25)        | Saugella Monza            |             | Raport      |
| 21.02.2021                      | 17:00       | Unet E-Work Busto Arsizio          | 3:1 (17:25, 25:18, 25:19, 25:15)        | Bosca San Bernardo Cuneo  |             | Raport      |
| 21.02.2021                      | 17:00       | Zanetti Bergamo                    | 1:3 (18:25, 31:29, 20:25, 23:25)        | Reale Mutua Fenera Chieri |             | Raport      |
| 21.02.2021                      | 17:00       | Banca Valsabbina Millenium Brescia | 2:3 (14:25, 26:24, 25:20, 21:25, 12:15) | Savino Del Bene Scandicci |             | Raport      |

| 26. kolejka               | 26. kolejka | 26. kolejka               | 26. kolejka                             | 26. kolejka                        | 26. kolejka | 26. kolejka |
| ------------------------- | ----------- | ------------------------- | --------------------------------------- | ---------------------------------- | ----------- | ----------- |
| Zanetti Bergamo - pauzuje |             |                           |                                         |                                    |             |             |
| Data                      | Godzina     | Gospodarz                 | Rezultat                                | Gość                               | Widzów      | Raport      |
| 27.02.2021                | 17:00       | Saugella Monza            | 3:1 (25:23, 20:25, 25:13, 25:22)        | Banca Valsabbina Millenium Brescia |             | Raport      |
| 27.02.2021                | 17:30       | Il Bisonte Firenze        | 1:3 (22:25, 16:25, 25:21, 19:25)        | Bartoccini Fortinfissi Perugia     |             | Raport      |
| 27.02.2021                | 18:00       | Bosca San Bernardo Cuneo  | 3:2 (23:25, 25:19, 32:30, 16:25, 15:11) | Vbc Èpiù Casalmaggiore             |             | Raport      |
| 27.02.2021                | 20:30       | Reale Mutua Fenera Chieri | 1:3 (23:25, 25:22, 23:25, 29:31)        | Imoco Volley Conegliano            |             | Raport      |
| 28.02.2021                | 17:00       | Savino Del Bene Scandicci | 3:0 (25:15, 25:18, 25:15)               | Delta Despar Trentino              |             | Raport      |
| 28.02.2021                | 18:00       | Igor Gorgonzola Novara    | 1:3 (23:25, 22:25, 25:19, 17:25)        | Unet E-Work Busto Arsizio          |             | Raport      |

#### Tabela
| Lp. | Drużyna                            | Pkt | Mecze | Mecze | Mecze | Rodzaj wyniku | Rodzaj wyniku | Rodzaj wyniku | Rodzaj wyniku | Rodzaj wyniku | Rodzaj wyniku | Sety | Sety | Sety  | Małe punkty | Małe punkty | Małe punkty |
| Lp. | Drużyna                            | Pkt | M     | W     | P     | 3:0           | 3:1           | 3:2           | 2:3           | 1:3           | 0:3           | wyg. | prz. | stos. | zdob.       | str.        | stos.       |
| --- | ---------------------------------- | --- | ----- | ----- | ----- | ------------- | ------------- | ------------- | ------------- | ------------- | ------------- | ---- | ---- | ----- | ----------- | ----------- | ----------- |
| 1   | Imoco Volley Conegliano            | 72  | 24    | 24    | 0     | 16            | 8             | 0             | 0             | 0             | 0             | 72   | 8    | 9     | 1987        | 1494        | 1.33        |
| 2   | Igor Gorgonzola Novara             | 55  | 24    | 19    | 5     | 13            | 4             | 2             | 0             | 2             | 3             | 59   | 23   | 2.57  | 1965        | 1690        | 1.16        |
| 3   | Saugella Monza                     | 54  | 24    | 19    | 5     | 6             | 9             | 4             | 1             | 0             | 4             | 59   | 32   | 1.84  | 2109        | 1946        | 1.08        |
| 4   | Unet E-Work Busto Arsizio          | 45  | 24    | 15    | 9     | 7             | 6             | 2             | 2             | 2             | 5             | 51   | 37   | 1.38  | 2011        | 1927        | 1.04        |
| 5   | Savino Del Bene Scandicci          | 45  | 24    | 15    | 9     | 5             | 7             | 3             | 3             | 3             | 3             | 54   | 40   | 1.35  | 2111        | 2015        | 1.05        |
| 6   | Reale Mutua Fenera Chieri          | 44  | 24    | 14    | 10    | 8             | 3             | 3             | 5             | 3             | 2             | 55   | 39   | 1.41  | 2160        | 1995        | 1.08        |
| 7   | Bosca San Bernardo Cuneo           | 25  | 24    | 10    | 14    | 3             | 1             | 6             | 1             | 9             | 4             | 41   | 55   | 0.75  | 2066        | 2195        | 0.94        |
| 8   | Delta Despar Trentino              | 24  | 24    | 8     | 16    | 4             | 1             | 3             | 3             | 3             | 10            | 33   | 55   | 0.6   | 1727        | 2012        | 0.86        |
| 9   | Il Bisonte Firenze                 | 22  | 24    | 8     | 16    | 2             | 3             | 3             | 1             | 8             | 7             | 34   | 57   | 0.6   | 1963        | 2078        | 0.94        |
| 10  | Bartoccini Fortinfissi Perugia     | 22  | 24    | 8     | 16    | 0             | 5             | 3             | 1             | 6             | 9             | 32   | 59   | 0.54  | 1935        | 2085        | 0.93        |
| 11  | Vbc Èpiù Casalmaggiore             | 22  | 24    | 7     | 17    | 5             | 0             | 2             | 3             | 9             | 5             | 36   | 55   | 0.65  | 1953        | 2058        | 0.95        |
| 12  | Zanetti Bergamo                    | 21  | 24    | 6     | 18    | 1             | 4             | 1             | 4             | 4             | 10            | 30   | 60   | 0.5   | 1851        | 2117        | 0.87        |
| 13  | Banca Valsabbina Millenium Brescia | 17  | 24    | 3     | 21    | 0             | 3             | 0             | 8             | 5             | 8             | 30   | 66   | 0.45  | 1951        | 2177        | 0.9         |

Źródło: legavolleyfemminile.it (wł.)
Punktacja: 3:0 i 3:1 – 3 pkt; 3:2 – 2 pkt; 2:3 – 1 pkt; 1:3 i 0:3 – 0 pkt
Zasady ustalania kolejności: 1. liczba punktów; 2. stosunek setów; 3. stosunek małych punktów; 4. bilans w bezpośrednich meczach
     awans do ćwierćfinału
     mecze o ćwierćfinał
     spadek do Serie A2

## Faza play-off

### Drabinka
- Nie ma meczu o 3. miejsce

|  |            |                                |            |                                |            |   |   |                         |              |              |              |              |  |  |           |           |           |           |           |  |  |       |       |       |       |       |
|  | 1/8 finału | 1/8 finału                     | 1/8 finału | 1/8 finału                     | 1/8 finału |   |   | Ćwierćfinały            | Ćwierćfinały | Ćwierćfinały | Ćwierćfinały | Ćwierćfinały |  |  | Półfinały | Półfinały | Półfinały | Półfinały | Półfinały |  |  | Finał | Finał | Finał | Finał | Finał |
|  | 1/8 finału | 1/8 finału                     | 1/8 finału | 1/8 finału                     | 1/8 finału |   |   | Ćwierćfinały            | Ćwierćfinały | Ćwierćfinały | Ćwierćfinały | Ćwierćfinały |  |  | Półfinały | Półfinały | Półfinały | Półfinały | Półfinały |  |  | Finał | Finał | Finał | Finał | Finał |
|  |            |                                |            |                                |            |   |   |                         |              |              |              |              |  |  |           |           |           |           |           |  |  |       |       |       |       |       |
|  |            |                                |            |                                |            |   |   |                         |              |              |              |              |  |  |           |           |           |           |           |  |  |       |       |       |       |       |
|  |            |                                |            |                                |            |   |   |                         |              |              |              |              |  |  |           |           |           |           |           |  |  |       |       |       |       |       |
|  |            |                                |            |                                |            |   |   |                         |              |              |              |              |  |  |           |           |           |           |           |  |  |       |       |       |       |       |
|  |            |                                |            |                                |            |   |   |                         |              |              |              |              |  |  |           |           |           |           |           |  |  |       |       |       |       |       |
|  | 1          | Imoco Volley Conegliano        | 3          | 3                              |            |   |   |                         |              |              |              |              |  |  |           |           |           |           |           |  |  |       |       |       |       |       |
|  | 1          | Imoco Volley Conegliano        | 3          | 3                              |            |   |   |                         |              |              |              |              |  |  |           |           |           |           |           |  |  |       |       |       |       |       |
|  |            |                                | 9          | Il Bisonte Firenze             | 0          | 0 |   |                         |              |              |              |              |  |  |           |           |           |           |           |  |  |       |       |       |       |       |
|  | 8          | Delta Despar Trentino          | 9          | Il Bisonte Firenze             | 0          | 0 | 1 | 2                       |              |              |              |              |  |  |           |           |           |           |           |  |  |       |       |       |       |       |
|  | 8          | Delta Despar Trentino          |            |                                |            |   |   |                         |              |              |              |              |  |  |           |           |           |           |           |  |  |       |       |       |       |       |
|  | 9          | Il Bisonte Firenze             | 3          | 3                              |            |   |   |                         |              |              |              |              |  |  |           |           |           |           |           |  |  |       |       |       |       |       |
|  | 9          | Il Bisonte Firenze             | 3          | 3                              |            |   | 1 | Imoco Volley Conegliano | 3            | 3            |              |              |  |  |           |           |           |           |           |  |  |       |       |       |       |       |
|  |            |                                |            |                                |            |   |   |                         |              |              |              |              |  |  |           |           |           |           |           |  |  |       |       |       |       |       |
|  |            |                                | 5          | Savino Del Bene Scandicci      | 0          | 0 |   |                         |              |              |              |              |  |  |           |           |           |           |           |  |  |       |       |       |       |       |
|  |            |                                |            |                                |            | 0 |   |                         |              |              |              |              |  |  |           |           |           |           |           |  |  |       |       |       |       |       |
|  |            |                                |            |                                |            |   |   |                         |              |              |              |              |  |  |           |           |           |           |           |  |  |       |       |       |       |       |
|  |            |                                |            |                                |            |   |   |                         |              |              |              |              |  |  |           |           |           |           |           |  |  |       |       |       |       |       |
|  | 4          | Unet E-Work Busto Arsizio      | 2          | 2                              |            |   |   |                         |              |              |              |              |  |  |           |           |           |           |           |  |  |       |       |       |       |       |
|  | 4          | Unet E-Work Busto Arsizio      | 2          | 2                              |            |   |   |                         |              |              |              |              |  |  |           |           |           |           |           |  |  |       |       |       |       |       |
|  |            |                                | 5          | Savino Del Bene Scandicci      | 3          | 3 |   |                         |              |              |              |              |  |  |           |           |           |           |           |  |  |       |       |       |       |       |
|  | 5          | Savino Del Bene Scandicci      | 5          | Savino Del Bene Scandicci      | 3          | 3 | 3 | 3                       |              |              |              |              |  |  |           |           |           |           |           |  |  |       |       |       |       |       |
|  | 5          | Savino Del Bene Scandicci      |            |                                |            |   |   |                         |              |              |              |              |  |  |           |           |           |           |           |  |  |       |       |       |       |       |
|  | 12         | Zanetti Bergamo                | 0          | 0                              |            |   |   |                         |              |              |              |              |  |  |           |           |           |           |           |  |  |       |       |       |       |       |
|  | 12         | Zanetti Bergamo                | 0          | 0                              |            |   | 1 | Imoco Volley Conegliano | 3            | 3            |              |              |  |  |           |           |           |           |           |  |  |       |       |       |       |       |
|  |            |                                |            |                                |            |   |   |                         |              |              |              |              |  |  |           |           |           |           |           |  |  |       |       |       |       |       |
|  |            |                                | 2          | Igor Gorgonzola Novara         | 2          | 1 |   |                         |              |              |              |              |  |  |           |           |           |           |           |  |  |       |       |       |       |       |
|  |            |                                |            |                                |            | 1 |   |                         |              |              |              |              |  |  |           |           |           |           |           |  |  |       |       |       |       |       |
|  |            |                                |            |                                |            |   |   |                         |              |              |              |              |  |  |           |           |           |           |           |  |  |       |       |       |       |       |
|  |            |                                |            |                                |            |   |   |                         |              |              |              |              |  |  |           |           |           |           |           |  |  |       |       |       |       |       |
|  | 2          | Igor Gorgonzola Novara         | 3          | 3                              |            |   |   |                         |              |              |              |              |  |  |           |           |           |           |           |  |  |       |       |       |       |       |
|  | 2          | Igor Gorgonzola Novara         | 3          | 3                              |            |   |   |                         |              |              |              |              |  |  |           |           |           |           |           |  |  |       |       |       |       |       |
|  |            |                                | 10         | Bartoccini Fortinfissi Perugia | 1          | 1 |   |                         |              |              |              |              |  |  |           |           |           |           |           |  |  |       |       |       |       |       |
|  | 7          | Bosca San Bernardo Cuneo       | 10         | Bartoccini Fortinfissi Perugia | 1          | 1 | 1 | 0                       |              |              |              |              |  |  |           |           |           |           |           |  |  |       |       |       |       |       |
|  | 7          | Bosca San Bernardo Cuneo       |            |                                |            |   |   |                         |              |              |              |              |  |  |           |           |           |           |           |  |  |       |       |       |       |       |
|  | 10         | Bartoccini Fortinfissi Perugia | 3          | 3                              |            |   |   |                         |              |              |              |              |  |  |           |           |           |           |           |  |  |       |       |       |       |       |
|  | 10         | Bartoccini Fortinfissi Perugia | 3          | 3                              |            |   | 2 | Igor Gorgonzola Novara  | 3            | 3            |              |              |  |  |           |           |           |           |           |  |  |       |       |       |       |       |
|  |            |                                |            |                                |            |   |   |                         |              |              |              |              |  |  |           |           |           |           |           |  |  |       |       |       |       |       |
|  |            |                                | 3          | Saugella Monza                 | 2          | 1 |   |                         |              |              |              |              |  |  |           |           |           |           |           |  |  |       |       |       |       |       |
|  |            |                                |            |                                |            | 1 |   |                         |              |              |              |              |  |  |           |           |           |           |           |  |  |       |       |       |       |       |
|  |            |                                |            |                                |            |   |   |                         |              |              |              |              |  |  |           |           |           |           |           |  |  |       |       |       |       |       |
|  |            |                                |            |                                |            |   |   |                         |              |              |              |              |  |  |           |           |           |           |           |  |  |       |       |       |       |       |
|  | 3          | Saugella Monza                 | 3          | 2                              | 3          |   |   |                         |              |              |              |              |  |  |           |           |           |           |           |  |  |       |       |       |       |       |
|  | 3          | Saugella Monza                 | 3          | 2                              | 3          |   |   |                         |              |              |              |              |  |  |           |           |           |           |           |  |  |       |       |       |       |       |
|  |            |                                | 6          | Reale Mutua Fenera Chieri      | 0          | 3 | 1 |                         |              |              |              |              |  |  |           |           |           |           |           |  |  |       |       |       |       |       |
|  | 6          | Reale Mutua Fenera Chieri      | 6          | Reale Mutua Fenera Chieri      | 0          | 3 | 1 | 3                       | 3            |              |              |              |  |  |           |           |           |           |           |  |  |       |       |       |       |       |
|  | 6          | Reale Mutua Fenera Chieri      |            |                                |            |   |   |                         |              |              |              |              |  |  |           |           |           |           |           |  |  |       |       |       |       |       |
|  | 11         | Vbc Èpiù Casalmaggiore         | 0          | 0                              |            |   |   |                         |              |              |              |              |  |  |           |           |           |           |           |  |  |       |       |       |       |       |
|  | 11         | Vbc Èpiù Casalmaggiore         | 0          | 0                              |            |   |   |                         |              |              |              |              |  |  |           |           |           |           |           |  |  |       |       |       |       |       |

### 1/8 finału
(do 2 zwycięstw)
| Delta Despar Trentino (8) 0 – 2 (9) Il Bisonte Firenze | Delta Despar Trentino (8) 0 – 2 (9) Il Bisonte Firenze | Delta Despar Trentino (8) 0 – 2 (9) Il Bisonte Firenze | Delta Despar Trentino (8) 0 – 2 (9) Il Bisonte Firenze | Delta Despar Trentino (8) 0 – 2 (9) Il Bisonte Firenze | Delta Despar Trentino (8) 0 – 2 (9) Il Bisonte Firenze | Delta Despar Trentino (8) 0 – 2 (9) Il Bisonte Firenze |
| Data                                                   | Godzina                                                | Gospodarz                                              | Rezultat                                               | Gość                                                   | Widzów                                                 | Raport                                                 |
| ------------------------------------------------------ | ------------------------------------------------------ | ------------------------------------------------------ | ------------------------------------------------------ | ------------------------------------------------------ | ------------------------------------------------------ | ------------------------------------------------------ |
| 21.03.2021                                             | 17:00                                                  | Il Bisonte Firenze                                     | 3:1 (25:23, 25:21, 27:29, 25:21)                       | Delta Despar Trentino                                  |                                                        | Raport                                                 |
| 24.03.2021                                             | 18:30                                                  | Delta Despar Trentino                                  | 2:3 (27:25, 27:25, 22:25, 21:25, 12:15)                | Il Bisonte Firenze                                     |                                                        | Raport                                                 |

| Savino Del Bene Scandicci (5) 2 – 0 (12) Zanetti Bergamo | Savino Del Bene Scandicci (5) 2 – 0 (12) Zanetti Bergamo | Savino Del Bene Scandicci (5) 2 – 0 (12) Zanetti Bergamo | Savino Del Bene Scandicci (5) 2 – 0 (12) Zanetti Bergamo | Savino Del Bene Scandicci (5) 2 – 0 (12) Zanetti Bergamo | Savino Del Bene Scandicci (5) 2 – 0 (12) Zanetti Bergamo | Savino Del Bene Scandicci (5) 2 – 0 (12) Zanetti Bergamo |
| Data                                                     | Godzina                                                  | Gospodarz                                                | Rezultat                                                 | Gość                                                     | Widzów                                                   | Raport                                                   |
| -------------------------------------------------------- | -------------------------------------------------------- | -------------------------------------------------------- | -------------------------------------------------------- | -------------------------------------------------------- | -------------------------------------------------------- | -------------------------------------------------------- |
| 21.03.2021                                               | 17:00                                                    | Zanetti Bergamo                                          | 0:3 (18:25, 17:25, 23:25)                                | Savino Del Bene Scandicci                                |                                                          | Raport                                                   |
| 24.03.2021                                               | 17:30                                                    | Savino Del Bene Scandicci                                | 3:0 (25:16, 25:13, 25:20)                                | Zanetti Bergamo                                          |                                                          | Raport                                                   |

| Reale Mutua Fenera Chieri (6) 0 – 2 (11) Vbc Èpiù Casalmaggiore | Reale Mutua Fenera Chieri (6) 0 – 2 (11) Vbc Èpiù Casalmaggiore | Reale Mutua Fenera Chieri (6) 0 – 2 (11) Vbc Èpiù Casalmaggiore | Reale Mutua Fenera Chieri (6) 0 – 2 (11) Vbc Èpiù Casalmaggiore | Reale Mutua Fenera Chieri (6) 0 – 2 (11) Vbc Èpiù Casalmaggiore | Reale Mutua Fenera Chieri (6) 0 – 2 (11) Vbc Èpiù Casalmaggiore | Reale Mutua Fenera Chieri (6) 0 – 2 (11) Vbc Èpiù Casalmaggiore |
| Data                                                            | Godzina                                                         | Gospodarz                                                       | Rezultat                                                        | Gość                                                            | Widzów                                                          | Raport                                                          |
| --------------------------------------------------------------- | --------------------------------------------------------------- | --------------------------------------------------------------- | --------------------------------------------------------------- | --------------------------------------------------------------- | --------------------------------------------------------------- | --------------------------------------------------------------- |
|                                                                 |                                                                 | Vbc Èpiù Casalmaggiore                                          | rezygnacja klubu Vbc Èpiù Casalmaggiore                         | Reale Mutua Fenera Chieri                                       |                                                                 | Raport                                                          |
|                                                                 |                                                                 | Reale Mutua Fenera Chieri                                       | z powodu zakażeń koronawirusem                                  | Vbc Èpiù Casalmaggiore                                          |                                                                 | Raport                                                          |

| Bosca San Bernardo Cuneo (7) 0 – 2 (10) Bartoccini Fortinfissi Perugia | Bosca San Bernardo Cuneo (7) 0 – 2 (10) Bartoccini Fortinfissi Perugia | Bosca San Bernardo Cuneo (7) 0 – 2 (10) Bartoccini Fortinfissi Perugia | Bosca San Bernardo Cuneo (7) 0 – 2 (10) Bartoccini Fortinfissi Perugia | Bosca San Bernardo Cuneo (7) 0 – 2 (10) Bartoccini Fortinfissi Perugia | Bosca San Bernardo Cuneo (7) 0 – 2 (10) Bartoccini Fortinfissi Perugia | Bosca San Bernardo Cuneo (7) 0 – 2 (10) Bartoccini Fortinfissi Perugia |
| Data                                                                   | Godzina                                                                | Gospodarz                                                              | Rezultat                                                               | Gość                                                                   | Widzów                                                                 | Raport                                                                 |
| ---------------------------------------------------------------------- | ---------------------------------------------------------------------- | ---------------------------------------------------------------------- | ---------------------------------------------------------------------- | ---------------------------------------------------------------------- | ---------------------------------------------------------------------- | ---------------------------------------------------------------------- |
| 20.03.2021                                                             | 17:00                                                                  | Bartoccini Fortinfissi Perugia                                         | 3:1 (27:25, 22:25, 25:21, 25:17)                                       | Bosca San Bernardo Cuneo                                               |                                                                        | Raport                                                                 |
| 24.03.2021                                                             | 17:00                                                                  | Bosca San Bernardo Cuneo                                               | 0:3 (18:25, 17:25, 11:25)                                              | Bartoccini Fortinfissi Perugia                                         |                                                                        | Raport                                                                 |

### Ćwierćfinały
(do 2 zwycięstw)
| Imoco Volley Conegliano (1) 2 – 0 (9) Il Bisonte Firenze | Imoco Volley Conegliano (1) 2 – 0 (9) Il Bisonte Firenze | Imoco Volley Conegliano (1) 2 – 0 (9) Il Bisonte Firenze | Imoco Volley Conegliano (1) 2 – 0 (9) Il Bisonte Firenze | Imoco Volley Conegliano (1) 2 – 0 (9) Il Bisonte Firenze | Imoco Volley Conegliano (1) 2 – 0 (9) Il Bisonte Firenze | Imoco Volley Conegliano (1) 2 – 0 (9) Il Bisonte Firenze |
| Data                                                     | Godzina                                                  | Gospodarz                                                | Rezultat                                                 | Gość                                                     | Widzów                                                   | Raport                                                   |
| -------------------------------------------------------- | -------------------------------------------------------- | -------------------------------------------------------- | -------------------------------------------------------- | -------------------------------------------------------- | -------------------------------------------------------- | -------------------------------------------------------- |
| 27.03.2021                                               | 17:30                                                    | Imoco Volley Conegliano                                  | 3:0 (25:15, 25:17, 29:27)                                | Il Bisonte Firenze                                       |                                                          | Raport                                                   |
| 30.03.2021                                               | 20:30                                                    | Il Bisonte Firenze                                       | 0:3 (13:20, 20:25, 17:25)                                | Imoco Volley Conegliano                                  |                                                          | Raport                                                   |

| Unet E-Work Busto Arsizio (4) 0 – 2 (5) Savino Del Bene Scandicci | Unet E-Work Busto Arsizio (4) 0 – 2 (5) Savino Del Bene Scandicci | Unet E-Work Busto Arsizio (4) 0 – 2 (5) Savino Del Bene Scandicci | Unet E-Work Busto Arsizio (4) 0 – 2 (5) Savino Del Bene Scandicci | Unet E-Work Busto Arsizio (4) 0 – 2 (5) Savino Del Bene Scandicci | Unet E-Work Busto Arsizio (4) 0 – 2 (5) Savino Del Bene Scandicci | Unet E-Work Busto Arsizio (4) 0 – 2 (5) Savino Del Bene Scandicci |
| Data                                                              | Godzina                                                           | Gospodarz                                                         | Rezultat                                                          | Gość                                                              | Widzów                                                            | Raport                                                            |
| ----------------------------------------------------------------- | ----------------------------------------------------------------- | ----------------------------------------------------------------- | ----------------------------------------------------------------- | ----------------------------------------------------------------- | ----------------------------------------------------------------- | ----------------------------------------------------------------- |
| 28.03.2021                                                        | 17:00                                                             | Unet E-Work Busto Arsizio                                         | 2:3 (25:17, 15:25, 30:28, 21:25, 13:15)                           | Savino Del Bene Scandicci                                         |                                                                   | Raport                                                            |
| 31.03.2021                                                        | 17:30                                                             | Savino Del Bene Scandicci                                         | 3:2 (22:25, 25:21, 25:22, 22:25, 15:7)                            | Unet E-Work Busto Arsizio                                         |                                                                   | Raport                                                            |

| Igor Gorgonzola Novara (2) 2 – 0 (10) Bartoccini Fortinfissi Perugia | Igor Gorgonzola Novara (2) 2 – 0 (10) Bartoccini Fortinfissi Perugia | Igor Gorgonzola Novara (2) 2 – 0 (10) Bartoccini Fortinfissi Perugia | Igor Gorgonzola Novara (2) 2 – 0 (10) Bartoccini Fortinfissi Perugia | Igor Gorgonzola Novara (2) 2 – 0 (10) Bartoccini Fortinfissi Perugia | Igor Gorgonzola Novara (2) 2 – 0 (10) Bartoccini Fortinfissi Perugia | Igor Gorgonzola Novara (2) 2 – 0 (10) Bartoccini Fortinfissi Perugia |
| Data                                                                 | Godzina                                                              | Gospodarz                                                            | Rezultat                                                             | Gość                                                                 | Widzów                                                               | Raport                                                               |
| -------------------------------------------------------------------- | -------------------------------------------------------------------- | -------------------------------------------------------------------- | -------------------------------------------------------------------- | -------------------------------------------------------------------- | -------------------------------------------------------------------- | -------------------------------------------------------------------- |
| 27.03.2021                                                           | 20:30                                                                | Igor Gorgonzola Novara                                               | 3:1 (18:25, 25:22, 25:20, 25:17)                                     | Bartoccini Fortinfissi Perugia                                       |                                                                      | Raport                                                               |
| 31.03.2021                                                           | 18:00                                                                | Bartoccini Fortinfissi Perugia                                       | 1:3 (22:25, 14:25, 25:20, 22:25)                                     | Igor Gorgonzola Novara                                               |                                                                      | Raport                                                               |

| Saugella Monza (3) 2 – 1 (6) Reale Mutua Fenera Chieri | Saugella Monza (3) 2 – 1 (6) Reale Mutua Fenera Chieri | Saugella Monza (3) 2 – 1 (6) Reale Mutua Fenera Chieri | Saugella Monza (3) 2 – 1 (6) Reale Mutua Fenera Chieri | Saugella Monza (3) 2 – 1 (6) Reale Mutua Fenera Chieri | Saugella Monza (3) 2 – 1 (6) Reale Mutua Fenera Chieri | Saugella Monza (3) 2 – 1 (6) Reale Mutua Fenera Chieri |
| Data                                                   | Godzina                                                | Gospodarz                                              | Rezultat                                               | Gość                                                   | Widzów                                                 | Raport                                                 |
| ------------------------------------------------------ | ------------------------------------------------------ | ------------------------------------------------------ | ------------------------------------------------------ | ------------------------------------------------------ | ------------------------------------------------------ | ------------------------------------------------------ |
| 29.03.2021                                             | 18:00                                                  | Saugella Monza                                         | 3:0 (25:22, 25:20, 25:18)                              | Reale Mutua Fenera Chieri                              |                                                        | Raport                                                 |
| 01.04.2021                                             | 18:30                                                  | Reale Mutua Fenera Chieri                              | 3:2 (25:23, 19:25, 25:20, 17:25, 15:11)                | Saugella Monza                                         |                                                        | Raport                                                 |
| 04.04.2021                                             | 20:45                                                  | Saugella Monza                                         | 3:1 (25:19, 25:22, 18:25, 25:15)                       | Reale Mutua Fenera Chieri                              |                                                        | Raport                                                 |

### Półfinały
(do 2 zwycięstw)
| Imoco Volley Conegliano (1) 2 – 0 (5) Savino Del Bene Scandicci | Imoco Volley Conegliano (1) 2 – 0 (5) Savino Del Bene Scandicci | Imoco Volley Conegliano (1) 2 – 0 (5) Savino Del Bene Scandicci | Imoco Volley Conegliano (1) 2 – 0 (5) Savino Del Bene Scandicci | Imoco Volley Conegliano (1) 2 – 0 (5) Savino Del Bene Scandicci | Imoco Volley Conegliano (1) 2 – 0 (5) Savino Del Bene Scandicci | Imoco Volley Conegliano (1) 2 – 0 (5) Savino Del Bene Scandicci |
| Data                                                            | Godzina                                                         | Gospodarz                                                       | Rezultat                                                        | Gość                                                            | Widzów                                                          | Raport                                                          |
| --------------------------------------------------------------- | --------------------------------------------------------------- | --------------------------------------------------------------- | --------------------------------------------------------------- | --------------------------------------------------------------- | --------------------------------------------------------------- | --------------------------------------------------------------- |
| 07.04.2021                                                      | 18:00                                                           | Imoco Volley Conegliano                                         | 3:0 (25:23, 25:16, 25:14)                                       | Savino Del Bene Scandicci                                       |                                                                 | Raport                                                          |
| 10.04.2021                                                      | 18:00                                                           | Savino Del Bene Scandicci                                       | 0:3 (23:25, 19:25, 15:25)                                       | Imoco Volley Conegliano                                         |                                                                 | Raport                                                          |

| Igor Gorgonzola Novara (2) 2 – 0 (3) Saugella Monza | Igor Gorgonzola Novara (2) 2 – 0 (3) Saugella Monza | Igor Gorgonzola Novara (2) 2 – 0 (3) Saugella Monza | Igor Gorgonzola Novara (2) 2 – 0 (3) Saugella Monza | Igor Gorgonzola Novara (2) 2 – 0 (3) Saugella Monza | Igor Gorgonzola Novara (2) 2 – 0 (3) Saugella Monza | Igor Gorgonzola Novara (2) 2 – 0 (3) Saugella Monza |
| Data                                                | Godzina                                             | Gospodarz                                           | Rezultat                                            | Gość                                                | Widzów                                              | Raport                                              |
| --------------------------------------------------- | --------------------------------------------------- | --------------------------------------------------- | --------------------------------------------------- | --------------------------------------------------- | --------------------------------------------------- | --------------------------------------------------- |
| 07.04.2021                                          | 20:30                                               | Igor Gorgonzola Novara                              | 3:2 (25:21, 23:25, 25:17, 23:25, 15:10)             | Saugella Monza                                      |                                                     | Raport                                              |
| 10.04.2021                                          | 20:30                                               | Saugella Monza                                      | 1:3 (25:21, 21:25, 19:25, 23:25)                    | Igor Gorgonzola Novara                              |                                                     | Raport                                              |

### Finały
(do 2 zwycięstw)
| Imoco Volley Conegliano (1) 2 – 0 (2) Igor Gorgonzola Novara | Imoco Volley Conegliano (1) 2 – 0 (2) Igor Gorgonzola Novara | Imoco Volley Conegliano (1) 2 – 0 (2) Igor Gorgonzola Novara | Imoco Volley Conegliano (1) 2 – 0 (2) Igor Gorgonzola Novara | Imoco Volley Conegliano (1) 2 – 0 (2) Igor Gorgonzola Novara | Imoco Volley Conegliano (1) 2 – 0 (2) Igor Gorgonzola Novara | Imoco Volley Conegliano (1) 2 – 0 (2) Igor Gorgonzola Novara |
| Data                                                         | Godzina                                                      | Gospodarz                                                    | Rezultat                                                     | Gość                                                         | Widzów                                                       | Raport                                                       |
| ------------------------------------------------------------ | ------------------------------------------------------------ | ------------------------------------------------------------ | ------------------------------------------------------------ | ------------------------------------------------------------ | ------------------------------------------------------------ | ------------------------------------------------------------ |
| 17.04.2021                                                   | 20:30                                                        | Imoco Volley Conegliano                                      | 3:2 (23:25, 40:38, 26:24, 23:25, 15:9)                       | Igor Gorgonzola Novara                                       |                                                              | Raport                                                       |
| 20.04.2021                                                   | 20:30                                                        | Igor Gorgonzola Novara                                       | 1:3 (29:31, 26:24, 18:25, 22:25)                             | Imoco Volley Conegliano                                      |                                                              | Raport                                                       |

## Transfery
| Imoco Volley Conegliano | Imoco Volley Conegliano |
| Przychodzą | Odchodzą |
| --- | --- |
| - McKenzie Adams (SSC Palmberg Schwerin) - Božana Butigan (HAOK Mladost Zagrzeb) - Lucille Gicquel (Nantes VB) - Sarah Fahr (Il Bisonte Firenze) - Loveth Omoruyi (Club Italia) - Lara Caravello (Itas Città Fiera Martignacco) | - Chiaka Ogbogu (Eczacıbaşı Stambuł) - Jennifer Geerties (Dresdner SC) - Indre Sorokaitė (szuka klubu) - Alexandra Botezat (Banca Valsabbina Millenium Brescia) - Eleonora Fersino (Zanetti Bergamo) - Terry Enweonwu (Il Bisonte Firenze) |

| Unet E-Work Busto Arsizio | Unet E-Work Busto Arsizio |
| Przychodzą | Odchodzą |
| --- | --- |
| - Marco Fenoglio (I trener) (Zanetti Bergamo) - Jovana Stevanović (Savino Del Bene Scandicci) - Alexa Gray (Savino Del Bene Scandicci) - Ana Escamila (SC Potsdam) - Jordyn Poulter (Reale Mutua Fenera Chieri) - Liset Herrera Blanco (Voléro Le Cannet) - Camilla Mingardi (Banca Valsabbina Millenium Brescia) - Rossella Olivotto (Zanetti Bergamo) - Asia Bonelli (Omag S.Giov. In Marignano) - Katarina Bulovic - Chiara Cucco | - Stefano Lavarini (I trener) (Igor Gorgonzola Novara) - Britt Herbots (Igor Gorgonzola Novara) - Haleigh Washington (Igor Gorgonzola Novara) - Karsta Lowe (Athletes Unlimited Pro League) - Erblira Bici (Bosca San Bernardo Cuneo) - Wang Simin (szuka klubu) - Sara Bonifacio (Igor Gorgonzola Novara) - Alessia Orro (Saugella Monza) - Francesca Villani (Reale Mutua Fenera Chieri) - Beatrice Berti (Banca Valsabbina Millenium Brescia) - Maria Luisa Cumino (Delta Despar Trentino) |
| W trakcie sezonu | |
| | - Marco Fenoglio (I trener) (szuka klubu) |

| Igor Gorgonzola Novara | Igor Gorgonzola Novara |
| Przychodzą | Odchodzą |
| --- | --- |
| - Stefano Lavarini (I trener) (Unet E-Work Busto Arsizio) - Malwina Smarzek-Godek (Zanetti Bergamo) - Nika Daalderop (Il Bisonte Firenze) - Britt Herbots (Unet E-Work Busto Arsizio) - Haleigh Washington (Unet E-Work Busto Arsizio) - Sara Bonifacio (Unet E-Work Busto Arsizio) - Caterina Bosetti (Vbc Èpiù Casalmaggiore) - Elisa Zanette (LPM Bam Mondovì) - Ilaria Battistoni (Omag S.Giov. In Marignano) - Alessia Populini (Club Italia) | - Massimo Barbolini (I trener) (Savino Del Bene Scandicci) - Jovana Brakočević-Canzian (Grupa Azoty Chemik Police) - Stefana Veljković (urlop macierzyński) - Elica Wasilewa (Vbc Èpiù Casalmaggiore) - Zuzanna Górecka (Grot Budowlani Łódź) - Megan Courtney (Savino Del Bene Scandicci) - Iza Mlakar (przerwa w karierze) - Valentina Arrighetti (PSA Olympia Genova) - Chiara Di Iulio (szuka klubu) - Rachele Morello (Olimpia Teodora Rawenna) - Federica Piacentini (Volley Soverato) |
| W trakcie sezonu | |
| - Sara Tajè (Green Warriors Sassuolo) | |

| Savino Del Bene Scandicci | Savino Del Bene Scandicci |
| Przychodzą | Odchodzą |
| --- | --- |
| - Mina Popović (Vbc Èpiù Casalmaggiore) - Kimberly Drewniok (SSC Palmberg Schwerin) - Martina Šamadan (Allianz MTV Stuttgart) - Megan Courtney (Igor Gorgonzola Novara) - Srna Markovic (Bosca San Bernardo Cuneo) - Luna Carocci (RC Cannes) - Letizia Camera (VBC Èpiù Casalmaggiore) - Agnese Cecconello (Acqua & Sapone Roma Volley) | - Luca Cristofani (I trener) (Acqua & Sapone Roma Volley) - Agnieszka Kąkolewska (Grupa Azoty Chemik Police) - Samantha Bricio (Dinamo Kazań) - Lonneke Slöetjes (przerwa w karierze) - Jovana Stevanović (Unet E-Work Busto Arsizio) - Bojana Milenković (Altay VC) - Paola Cardullo (szuka klubu) - Dayana Kosareva (Vbc Èpiù Casalmaggiore) - Giulia Carraro (Saugella Monza) - Beatrice Molinaro (Lpm Bam Mondovì) |
| W trakcie sezonu | |
| - Elica Wasilewa (Vbc Èpiù Casalmaggiore) | |

| Saugella Monza | Saugella Monza |
| Przychodzą | Odchodzą |
| --- | --- |
| - Marco Gaspari (I trener) (Vbc Èpiù Casalmaggiore) - Lise Van Hecke (Bosca San Bernardo Cuneo) - Hanna Dawiskiba (urlop macierzyński) - Alessia Orro (Unet E-Work Busto Arsizio) - Giulia Carraro (Savino Del Bene Scandicci) - Beatrice Negretti (Pallavolo Argentario Trento) | - Carlo Parisi (I trener) (Vbc Èpiù Casalmaggiore) - Katarzyna Skorupa (E.Leclerc Radomka Radom) - Mariana Costa (Dentil/Praia Clube) - Kathryn Plummer (Denso Airybees) - Serena Ortolani (Bartoccini Fortinfissi Perugia) - Isabella Di Iulio (Bartoccini Fortinfissi Perugia) - Ilaria Bonvicini (Omag S.Giov. In Marignano) |

| Vbc Èpiù Casalmaggiore | Vbc Èpiù Casalmaggiore |
| Przychodzą | Odchodzą |
| --- | --- |
| - Carlo Parisi (I trener) (Saugella Monza) - Rosamaria Montibeller (Bartoccini Fortinfissi Perugia) - Elica Wasilewa (Igor Gorgonzola Novara) - Carli Lloyd (Eczacıbaşı Stambuł) - Kara Bajema (University of Washington) - Tereza Vanžurová (KS Pałac Bydgoszcz) - Immacolata Sirressi (Zanetti Bergamo) - Laura Melandri (Zanetti Bergamo) - Laura Partenio (Lardini Filottrano) - Dayana Kosareva (Savino Del Bene Scandicci) - Francesca Bonciani (Geovillage Hermaea Olbia) - Michela Ciarrocchi (Eurospin Ford Sara Pinerolo) | - Marco Gaspari (I trener) (Saugella Monza) - Kenia Carcasés Opón (Bartoccini Fortinfissi Perugia) - Danielle Cuttino (Minas Tênis Clube) - Mina Popović (Savino Del Bene Scandicci) - Ana Antonijević (CS Volei Alba-Blaj) - Lana Ščuka (Yeşilyurt Stambuł) - Lara Vukasović (HAOK Mladost Zagrzeb) - Caterina Bosetti (Igor Gorgonzola Novara) - Letizia Camera (Savino Del Bene Scandicci) - Ilaria Spirito (Acqua & Sapone Roma Volley) - Tiziana Veglia (Banca Valsabbina Millenium Brescia) - Alessia Fiesoli (Eurospin Ford Sara Pinerolo) |
| W trakcie sezonu | |
| - Ananda Cristina Marinho (Dentil/Praia Clube) | - Carli Lloyd (urlop macierzyński) - Elica Wasilewa (Savino Del Bene Scandicci) |

| Reale Mutua Fenera Chieri | Reale Mutua Fenera Chieri |
| Przychodzą | Odchodzą |
| --- | --- |
| - Alexandra Frantti (KS Developres Rzeszów) - Rhamat Alhassan (Golden Tulip Volalto 2.0 Caserta) - Victoria Mayer (CR Flamengo) - Francesca Villani (Unet E-Work Busto Arsizio) - Marina Zambelli (Bosca San Bernardo Cuneo) - Giulia Gibertini (Volley Soverato) | - Amber Rolfzen (zakończenie kariery) - Jordyn Poulter (Unet E-Work Busto Arsizio) - Stephanie Enright (Zanetti Bergamo) - Anastasia Guerra (Il Bisonte Firenze) - Alessia Lanzini (zakończenie kariery) - Yasmina Akrari (Eurospin Ford Sara Pinerolo) |

| Zanetti Bergamo | Zanetti Bergamo |
| Przychodzą | Odchodzą |
| --- | --- |
| - Julliann Faucette (powrót po przerwie) - Khalia Lanier (University of Southern California) - Stephanie Enright (Reale Mutua Fenera Chieri) - Natalia Valentin-Anderson (KS Developres Rzeszów) - Beta Dumančić (SSC Palmberg Schwerin) - Katarina Luketić (Exacer Montale) - Francesca Marcon (Duetti Giorgione) - Eleonora Fersino (Imoco Volley Conegliano) - Giulio Mio Bertolo (Bartoccini Fortinfissi Perugia) - Gaia Moretto (Lardini Filottrano) | - Marco Fenoglio (I trener) (Unet E-Work Busto Arsizio) - Malwina Smarzek-Godek (Igor Gorgonzola Novara) - Slađana Mirković (Eczacıbaşı Stambuł) - Samara Rodrigues de Almeida (szuka klubu) - Kiera Van Ryk (KS Developres Rzeszów) - Annie Mitchem (Kuzeyboru Spor Kulübü) - Immacolata Sirressi (VBC Èpiù Casalmaggiore) - Laura Melandri (VBC Èpiù Casalmaggiore) - Rossella Olivotto (Unet E-Work Busto Arsizio) - Lucia Imperiali (Sorelle Ramonda Ipag Montecchio) - Giada Civitico (Green Warriors Sassuolo) |

| Il Bisonte Firenze | Il Bisonte Firenze |
| Przychodzą | Odchodzą |
| --- | --- |
| - Yvon Beliën (Galatasaray Stambuł) - Celine Van Gestel (Allianz MTV Stuttgart) - Rebecka Lazic (Bartoccini Fortinfissi Perugia) - Naoko Hashimoto (Dinamo Bukareszt) - Carlotta Cambi (Bosca San Bernardo Cuneo) - Anastasia Guerra (Reale Mutua Fenera Chieri) - Terry Enweonwu (Imoco Volley Conegliano) - Sara Panetoni (Club Italia) - Fatim Yassimina Kone (Club Italia) | - Nika Daalderop (Igor Gorgonzola Novara) - Laura Dijkema (Lokomotiw Kaliningrad) - Daly Santana (THY Stambuł) - Jana Franziska Poll (Alemannia Aachen) - Mikaela Foecke (szuka klubu) - Emily Maglio (Nilüfer Belediyespor) - Sarah Fahr (Imoco Volley Conegliano) - Alice Turco (Bosca San Bernardo Cuneo) - Giulia De Nardi (Lpm Bam Mondovì) |
| W trakcie sezonu | |
| - Alicia Ogoms | |

| Bosca San Bernardo Cuneo | Bosca San Bernardo Cuneo |
| Przychodzą | Odchodzą |
| --- | --- |
| - Olga Strandzali (DPD Legionovia Legionowo) - Erblira Bici (Unet E-Work Busto Arsizio) - Katerina Zakchaiou (Olympiakos Pireus) - Milka Stijepić (Kuanysh VC) - Noemi Signorile (RC Cannes) - Alice Degradi (Banca Valsabbina Millenium Brescia) - Alice Turco (Il Bisonte Firenze) - Francesca Fava (Green Warriors Sassuolo) - Gaia Giovannini (Exacer Montale) - Alice Gay | - Lise Van Hecke (Saugella Monza) - Yamila Nizetich (Béziers Volley) - Srna Markovic (Savino Del Bene Scandicci) - Madison Rigdon (Sarıyer Belediyesi SK) - Carlotta Cambi (Il Bisonte Firenze) - Marina Zambelli (Reale Mutua Fenera Chieri) - Laura Frigo (szuka klubu) - Beatrice Agrifoglio (Bartoccini Fortinfissi Perugia) - Gloria Baldi (szuka klubu) |
| W trakcie sezonu | |
| - Massiel Matos (Florida Atlantic University) | - Olga Strandzali (Grupa Azoty Chemik Police) |

| Banca Valsabbina Millenium Brescia | Banca Valsabbina Millenium Brescia |
| Przychodzą | Odchodzą |
| --- | --- |
| - Maritt Jasper (Alemannia Aachen) - Lea Cvetnić (Green Warriors Sassuolo) - Anna Nicoletti (Lardini Filottrano) - Alexandra Botezat (Imoco Volley Conegliano) - Beatrice Berti (Unet E-Work Busto Arsizio) - Giulia Angelina (Lardini Filottrano) - Tiziana Veglia (Vbc Èpiù Casalmaggiore) - Clara Decortes (Omag S.Giov. In Marignano) - Ylenia Pericati (Cbf Balducci Hr Macerata) | - Jéssica Rivero (DPD Legionovia Legionowo) - María Segura (Allianz MTV Stuttgart) - Symone Speech (SC Potsdam) - Kelsey Veltman (SC Potsdam) - Laura Saccomani (Megabox Vallefoglia) - Camilla Mingardi (Unet E-Work Busto Arsizio) - Alice Degradi (Bosca San Bernardo Cuneo) - Monica Mazzoleni (Cda Volley Talmassons) - Marianna Fiocco (szuka klubu) |
| W trakcie sezonu | |
| - Stefano Micoli (I trener) - Saskia Hippe (Olympiakos Pireus) | - Enrico Mazzola (I trener) (szuka klubu) |

| Bartoccini Fortinfissi Perugia | Bartoccini Fortinfissi Perugia |
| Przychodzą | Odchodzą |
| --- | --- |
| - Kenia Carcasés Opón (Vbc Èpiù Casalmaggiore) - Freya Aelbrecht (THY Stambuł) - Helena Havelková (Dinamo Moskwa) - Nicole Koolhaas (Yeşilyurt Stambuł) - Lucija Mlinar (Dresdner SC) - Serena Ortolani (Saugella Monza) - Isabella Di Iulio (Saugella Monza) - Beatrice Agrifoglio (Bosca San Bernardo Cuneo) - Chiara Rumori (Volley Maniago Pordenone) - Anastasia Scarabottini (Pallavolo Media Umbria Marsciano) | - Rosamaria Montibeller (Vbc Èpiù Casalmaggiore) - Regiane Bidias (Polskie Przetwory Pałac Bydgoszcz) - Rebecka Lazic (Il Bisonte Firenze) - Aleksandra Crnčević (szuka klubu) - August Raskie (Béziers Volley) - Ema Strunjak (Vasas Óbuda) - Eleonora Bruno (Clementina 2020 Volley) - Ilaria Demichelis (Sigel Marsala) - Giulia Mio Bertolo (Zanetti Bergamo) - Sara Menghi (Cuore Di Mamma Cutrofiano) |
| W trakcie sezonu | |
| - Davide Mazzanti (I trener) | - Fabio Bovari (I trener) (szuka klubu) |

| Delta Despar Trentino | Delta Despar Trentino |
| Przychodzą | Odchodzą |
| --- | --- |
| - Maria Luisa Cumino (Unet E-Work Busto Arsizio) - Maria Irene Ricci (Tenaglia Altino) - Valeria Pizzolato (Acqua & Sapone Roma Volley) - Francesca Trevisan (Sorelle Ramonda Ipag Montecchio) - Benedetta Marcone (Conad Alsenese) - Elena Bisio (Barricalla CUS Torino) | - Barbora Koseková (Békéscsabai Röplabda BRSE) - Virginia Berasi (Omag S.Giov. In Marignano) - Francesca Cosi (Omag S.Giov. In Marignano) - Valentina Barbolini (Cercasì Volano) - Diana Giometti (Timenet Empoli) |